# Chevrolet Camaro (третье поколение)
Chevrolet Camaro (рус. Шевроле́ Кама́ро) — культовый американский спортивный автомобиль, pony car, выпускавшийся подразделением Chevrolet корпорации General Motors. Автомобили третьего поколения производились с конца 1981 до середины 1992 года. Название Camaro является производным от французского camarade — друг, приятель.
В начале 1982 года фирма Chevrolet удивила всех выпустив новый Camaro, который оказался меньше и легче предшественника. Базовая модель Sport Coupe оборудовалась четырёхцилиндровым мотором мощностью 90 л. с. Более комфортабельная с максимальным набором опций Berlinetta имела шестицилиндровый двигатель мощностью 100 л. с. Комплектация Z28 базовой модели с восьмицилиндровым мотором мощностью 145 л. с. была самым мощным и быстрым Camaro до тех пор, пока в 1985 модельном году не появился IROC-Z. Этот автомобиль оснащался спортивным шасси и получал самые мощные двигатели. С 1987 года из-за низкого спроса прекратилось производство модели Berlinetta, зато вновь появились кабриолеты, Convertible. Любой из выпускаемых автомобилей можно было заказать в открытом исполнении. Базовой моделью с 1989 года становиться RS с шестицилиндровым мотором, а в 1991 модельном году прекращается выпуск спортивной версии IROC-Z. В последний год выпуска два оставшихся в производстве Camaro, RS и Z28 имели юбилейное, в честь 25-летия марки оформление.
27 августа 1992 года последний Camaro третьего поколения сошёл с конвейера завода в Ван-Найс. Проработав более 45 лет, предприятие было закрыто из-за высокой стоимости рабочей силы в Калифорнии и дорогой логистики. Пятью годами ранее, в августе 1987 года прекратил работу завод в Норвуде, родина самых первых автомобилей Camaro.

## Описание

### 1982—1984

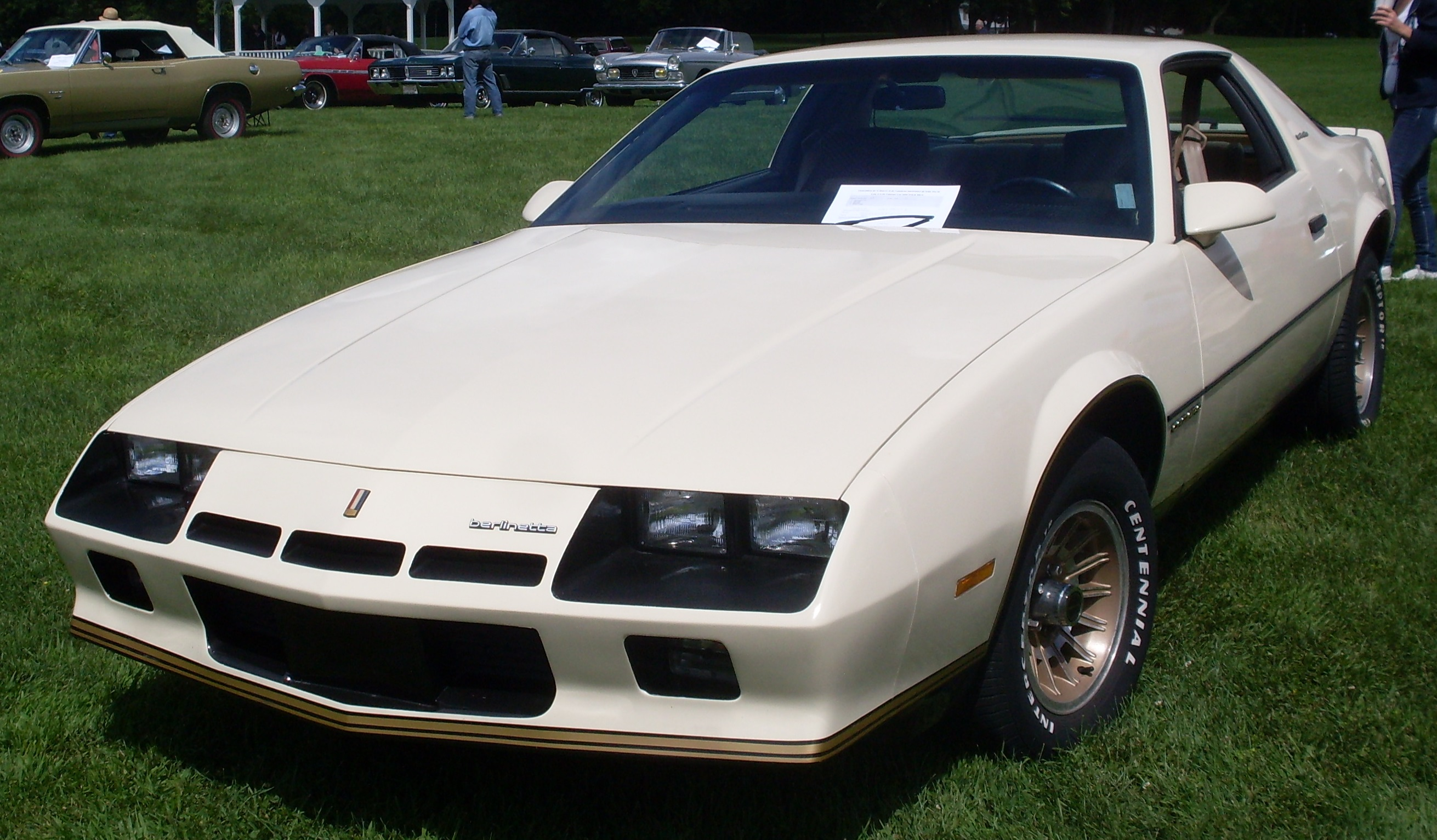
1984 Camaro Berlinetta с тремя прорезями и соответствующей надписью спереди, и цветными полосами понизу кузова

Стройная и стремительная базовая модель Sport Coupe имела минимум внешних украшений и оборудовалась, впервые для Camaro, четырёхцилиндровым двигателем LQ9 рабочим объёмом 2,5 литра мощностью 90 л. с. Более комфортабельная Berlinetta, помимо люксового салона, отличалась чёрной отделкой низа, отделённой цветными полосами от остальной части кузова и соответствующими надписями спереди, на задних стойках и заднем бампере. Эта модель стандартно оснащалась V-образным шестицилиндровым двигателем LC1 рабочим объёмом 2,8 литров мощностью 102 л. с., который также можно было заказать и на Sport Coupe. И та и другая модели первоначально имели механическую четырёхступенчатую коробку передач, но уже начиная с 1983 модельного года на Berlinetta стандартно, а на Sport Coupe по заказу стали устанавливать пятиступенчатую коробку. Помимо этого, на обе модели можно было заказать и автоматическую трансмиссию.
Спортивная версия Z28 имела зачернённые углубления на капоте имитирующие воздухозаборники, чёрные ниши фар, серебристый, золотой или чёрный аэродинамический обвес по нижнему периметру кузова, отделённый от него контрастными полосами и небольшой спойлер на кромке багажника (который можно было заказать и на другие модели), а также эмблемы Z28 за передними крыльями и на заднем бампере. Оборудовалась она V-образным восьмицилиндровым двигателем LG4 рабочим объём 5 литров мощностью 145 л. с. По заказу этот двигатель можно было установить и на модели Sport Coupe и Berlinetta. Кроме того, на Z28 можно было заказать более мощный, также пятилитровый 175-сильный двигатель LU5, который, впрочем, уже с 1984 модельного года был заменён на ещё более мощный 190-сильный L69, так называемый «5.0 Liter H.O.» (Hight Output). Модель имела усиленную подвеску со специальными пружинами и амортизаторами и 15-дюймовые алюминиевые колёса с широкими шинами.

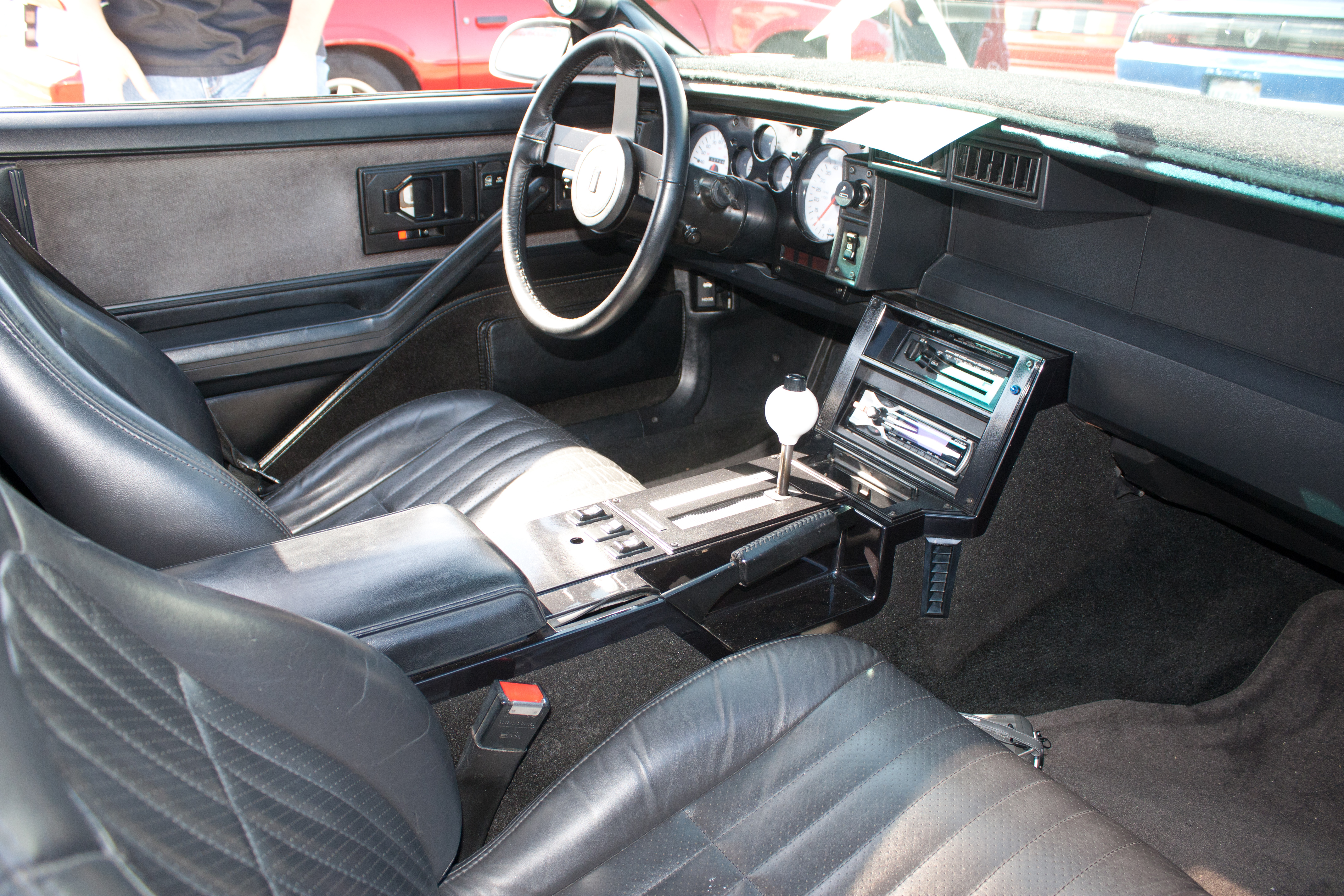
Салон Camaro Z28 с опционной консолью между сиденьями

Салон автомобилей напоминал кабину самолёта, все необходимые приборы и оборудование удобно окружали водителя. Панель приборов была легко читаемой, а передние сиденья плотно удерживали сидящих. На консоли располагались радио и рычажки управление вентиляцией, а между сиденьями были установлены напольный рычаг переключения передач и ручка стояночного тормоза.
Передняя панель всегда были чёрной, независимо от расцветки салона. На Sport Coupe два больших круглых указателя скорости и уровня топлива имели длинные, во весь диаметр, стрелки, дающие показания в двух единицах измерения (в милях и километрах в час, в галлонах и литрах). Между ними располагались три небольших индикатора: температуры двигателя, давления масла и вольтметр. У Z28 на панели приборов справа располагался тахометр, указатель уровня топлива был встроен в него. Кроме того, эта модель имела своё оригинальное рулевое колесо и специальной формы водительское кресло с валиками боковой поддержки, поясничным упором и регулируемым подголовником. По заказу водительское кресло могло быть оборудовано электроприводами перемещения, подъёма и наклона спинки. Также по заказу между сиденьями можно было установить особую консоль с часами, кнопками управления доступными электроприводами и подлокотником с ёмкостью для мелочей под откидывающейся крышкой. Berlinetta стандартно оборудовалась всеми доступными опциями, имела салон с особой отделкой и усиленную шумоизоляцию.
В багажнике полезным объёмом 11,6 кубических футов (328 литров) справа размещались компактное запасное колесо и домкрат, а слева запираемая на ключ ниша для хранения ценных вещей. У модели Berlinetta пол и боковины багажника имели мягкую отделку, а нижний отсек закрывался полкой. Спинки задних сидений можно было сложить, и тогда ёмкость багажника возрастала до 31,2 кубических футов (883 литра)
С 1984 модельного года на версию Berlinetta начали устанавливать футуристического вида электронную панель приборов, с крупным цифровым спидометром по центру, вертикальным столбиком тахометра рядом ним, контрольными лампами состояния систем справа и стрелочными указателями слева. Рядом с панелью справа располагались кнопки управления светом, а слева — управление омывателем и стеклоочистителем, обогревом и вентиляцией. Необычной была установка дисплея и кнопок настройки радио на поворотной консоли по центру передней части салона. Кроме того, на модель стали устанавливать новое рулевое колесо и продольную потолочную консоль с лампами дополнительного освещения и кармашком для хранения мелочей.

### 1985—1987

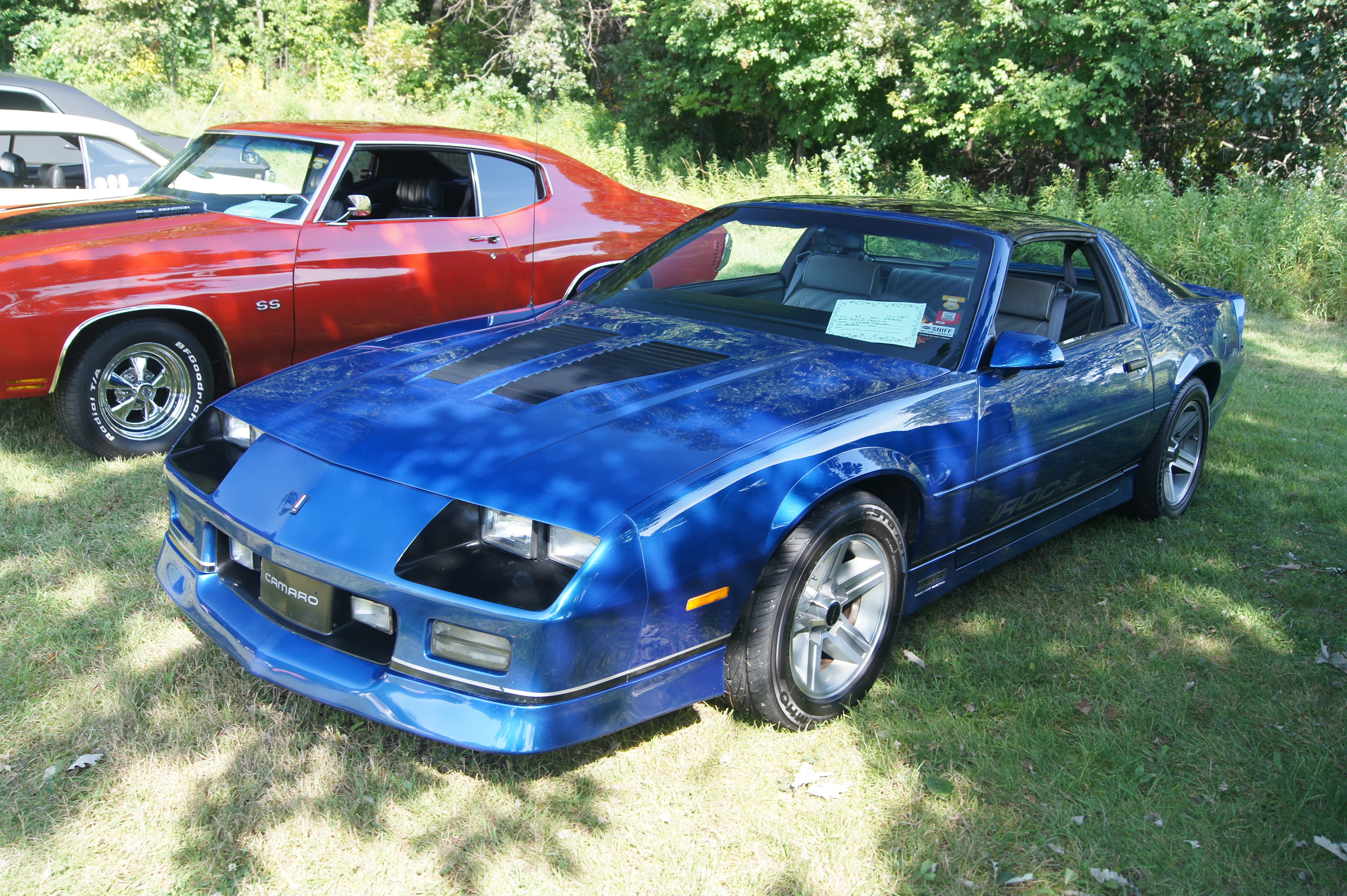
1987 Camaro IROC-Z с характерным передом, обвесом в цвет кузова и декоративными накладками на капоте как у Z28

В 1985 модельном году все автомобили получили обновлённый передок, изготовленный в виде цельной детали. Подфарники теперь не были так сильно углублены и располагались на одном уровне с бампером. Прорези спереди у моделей Sport Coupe и Berlinetta стали чуть уже, а на Z28 появились новые, «в решёточку» декоративные воздухозаборники на капоте и в более мелкую клеточку в три ряда задние фонари.
Появившаяся с этого модельного года дополнительная комплектация IROC-Z, названная так в честь Международной гонки чемпионов (англ. International Race of Champions), внешне отличалась окрашенным в цвет кузова аэродинамическим обвесом понизу, иным оформлением передней части с крупной поперечиной по центру с золотой или серебряной надписью «Camaro» на ней и противотуманными фарами по бокам и большими надписями «IROC-Z» на дверях. Стандартно модель оснащалась таким же, как и Z28, V-образным восьмицилиндровым пятилитровым двигателем LG4, мощность которого в этому времени возросла до 155 л. с. По заказу, также как и для Z28, был доступен 190-сильный мотор L69 и, только для версии IROC-Z — 215-сильный двигатель LB9. Кроме того, модель имела усиленную спортивную подвеску, рулевое с уменьшенным передаточным отношением и 16-дюймовые алюминиевые колёса со специальными шинами.
Немного изменилась приборная панель автомобилей. В первую очередь, исчезли длинные стрелки, показывающую двойные значения, а на версии Z28 в расположенный справа тахометр теперь стали встраивать указатель давления масла в двигателе. Уровень топлива отображался небольшим индикатором по центру, между указателем температуры двигателя справа и вольтметром слева.
Начиная с 1986 модельного года на все Camaro стали устанавливать дополнительный стоп-сигнал по центру заднего окна снаружи, сверху. Но уже со следующего модельного года на спортивных версиях Z28 и IROC-Z его стали встраивать в спойлер. Также, в 1986 модельном году на все Camaro можно было заказать галогенные фары.

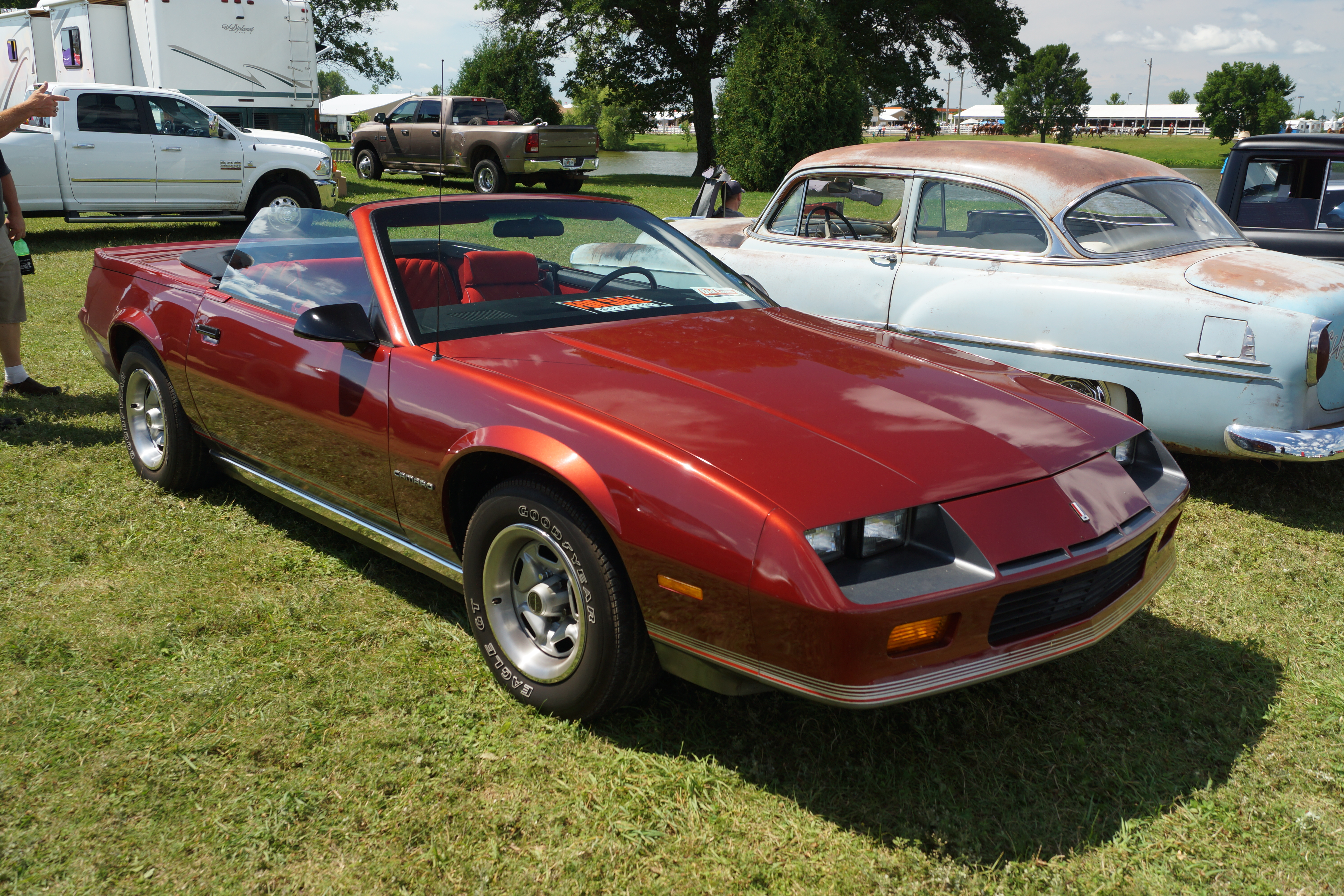
1987 Camaro LT Convertible

Самым важным событием 1987 модельного года стало возвращение кабриолетов (Convertible), правда, эти автомобили были не совсем Chevrolet. Покупатель заказывал такой Camaro у обычного дилера, оговаривая цвет и комплектацию. Автомобиль собирался на одном из заводов Chevrolet, а затем отправлялся в Мичиган на фирму American Specialty Cars (ASC). Там с него срезалась верхняя часть, и добавлялись усилители кузова. Затем монтировался тканевый верх и отсек для хранения крыши. В заключении устанавливалась короткая крышка багажника со спойлером по всему контуру. Готовый автомобиль напрямую отправлялся к заказчику. Поднималась и опускалась крыша вручную, но её механизм был так хорошо спроектирован и изготовлен, что весь процесс занимал всего несколько секунд.
Всё дополнительное оборудование с 1987 модельного года разделили на пакеты опций. Так для базовой модели Sport Coupe в первом пакете предлагались только несколько различных видов радио. Второй пакет опций включал в себя тонированные стёкла и кондиционер. Третий пакет, в дополнение ко всем предыдущим опциям, содержал такие элементы внешнего оформления, как молдинги по бокам кузова и спойлер по кромке багажника. Четвёртый, заключительный пакет, добавлял ко всему этому электрические стеклоподъёмники и электропривод запирания дверей и отпирания багажника. Вместо модели Berlinetta, которой не стало с этого года, предлагался пакет опций LT базовой модели, также в четырёх вариантах. Пакет включал в себя те же, что для Berlinetta средства повышения комфорта: особую отделку салона и сидений, дополнительную шумоизоляцию, коврики в багажник. Для спортивных моделей Z28 и IROC-Z предлагались три пакета опций, включавших в себя помимо всего прочего, потолочную консоль и электропривод передних сидений и наружных зеркал. Кроме того, любую из этих четырёх моделей можно было заказать в открытом исполнении (Convertible) с таким же разнообразием дополнительного оборудования.
V-образный шестицилиндровый двигатель LB8 мощностью 173 л. с. стандартно устанавливался на модели Sport Coupe и LT, четырёхцилиндровым мотором Camaro больше не комплектовался. Как и ранее, основным двигателем спортивных версий Z28 и IROC-Z был восьмицилиндровый LG4, который теперь выдавал 165 л. с. Этот мотор по заказу устанавливался на Sport Coupe и LT и стандартно на кабриолеты, созданные на их основе. Также, для Z28 и IROC-Z предлагался новый 190-сильный двигатель LB9. К тому же, с 1987 модельного года на Camaro вернулся 5,7-литровый (350 cid) восьмицилиндровый V-образный двигатель L98 мощностью 225 л. с., который по заказу устанавливался только на IROC-Z.

### 1988—1992

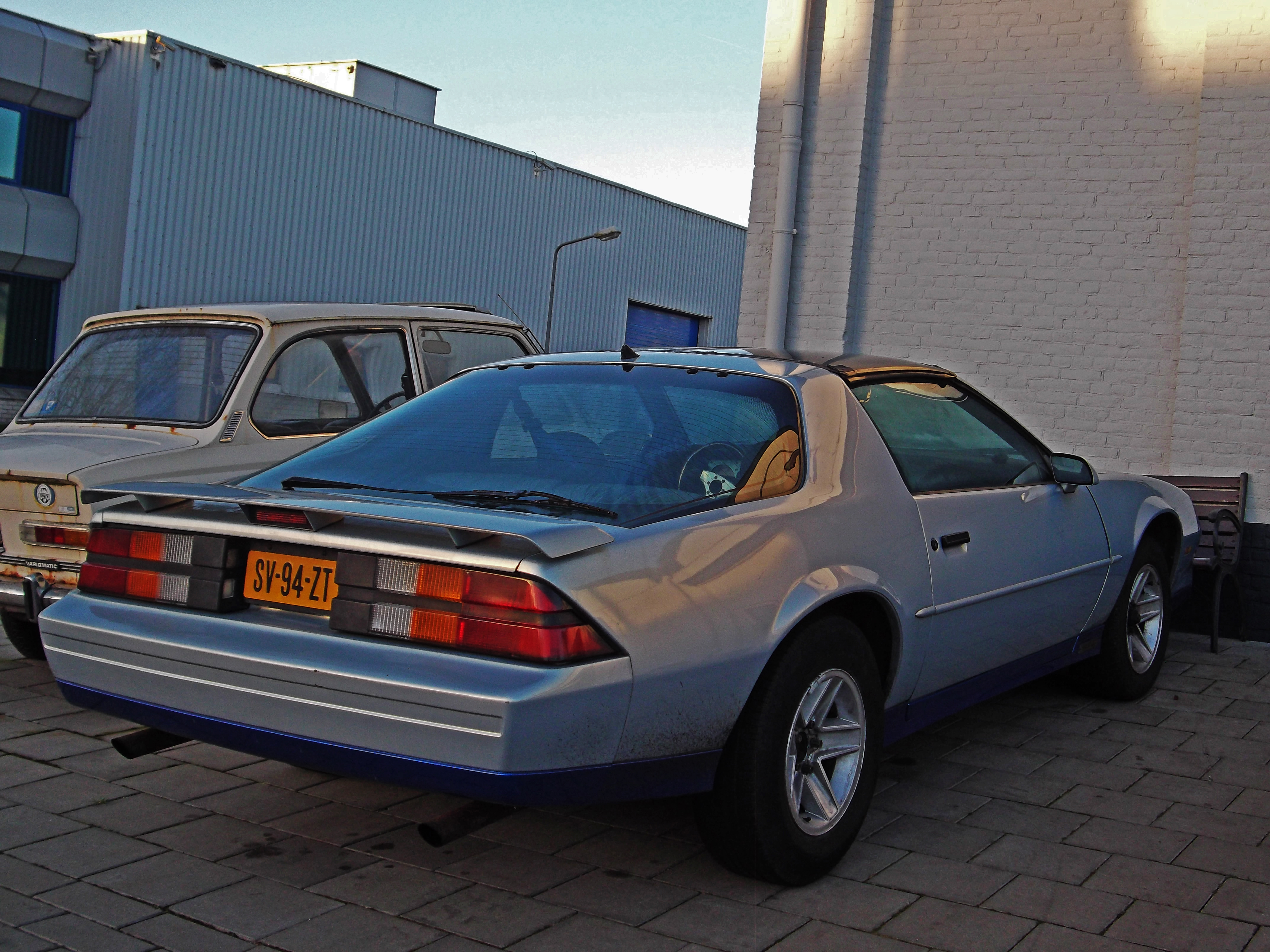
1988 Camaro Sport Coupe с оригинальным антикрылом, цветным обвесом понизу кузова и крупными задними фонарями, с заказным стеклоочистителем заднего стекла

В 1988 модельном году в линейке Camaro остались только два автомобиля: Sport Coupe и IROC-Z, а также их открытые версии Convertible. Самая популярная модель Sport Coupe вобрала в себя многие черты исчезнувшей Z28: решётку радиатора, подфарники, контрастный обвес по нижнему контуру кузова. На крышке багажника у неё располагалось оригинальное низкое антикрыло со встроенным стоп-сигналом. Внутри устанавливалась панель приборов с тахометром, как у бывшей Z28. Модель IROC-Z получила новую цветную отделку понизу кузова, а большие боковые надписи сместились назад, к кромкам дверей. Впрочем, по желанию покупателя кузов мог оставаться чистым, без надписей и полос. Стандартным для модели стал новый пятилитровый восьмицилиндровый двигатель LO3 мощностью 170 л. с. Этот же мотор по заказу можно было установить и на Sport Coupe.
Базовая модель Sport Coupe была переименована в RS в 1989 году. Она лишилась своего оригинального антикрыла сзади, теперь на кромку багажника устанавливался такой же спойлер со встроенным стоп-сигналом, как и на модель IROC-Z. Помимо этого, как и на IROC-Z, в цвет кузова теперь окрашивался аэродинамический обвес понизу. На все Camaro стали устанавливать иммобилайзер PASS-Key и инерционные ремни безопасности сзади, а проигрыватель компакт-дисков стал доступен по заказу.

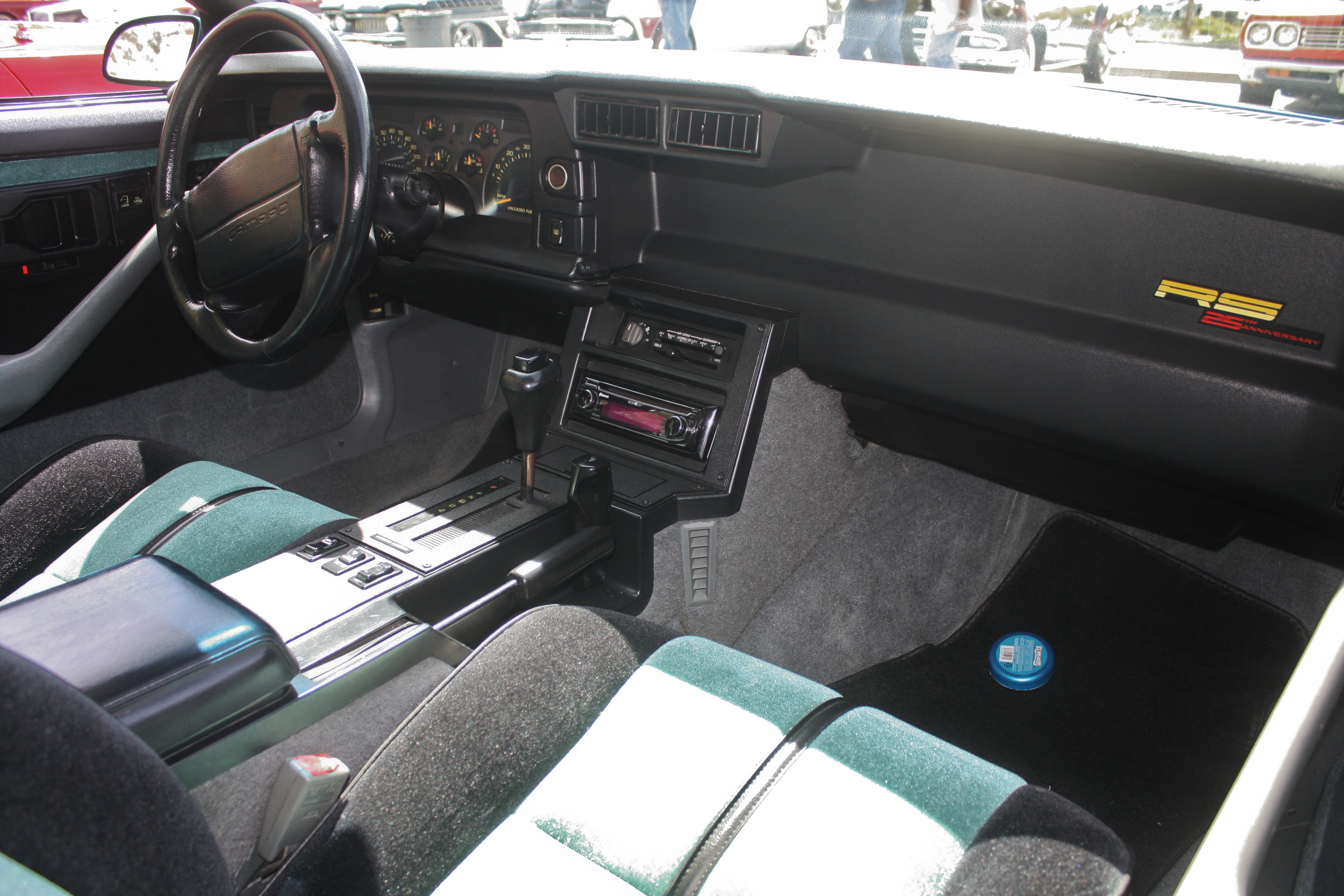
Салон Camaro RS с новой панелью приборов и рулевым колесом с подушкой безопасности

С 1990 модельного года Camaro получил новую панель приборов с двумя большими полукруглыми указателями: спидометром слева и тахометром справа. Между ними располагались четыре небольших индикатора давления масла и температуры двигателя, указатель уровня топлива и вольтметр. Крупное новое рулевое колесо теперь имело встроенную подушку безопасности. Стандартными стали галогенные фары, стеклоочистители с прерывистым режимом работы, тонированные стёкла и регулируемое по углу наклона рулевое колесо. На модель RS стали устанавливать большего рабочего объёма 3,1-литровый V-образный шестицилиндровый двигатель LHO мощностью 140 л. с.
В 1991 модельном году, который начался очень рано в марте 1990-го, в линейке Camaro вновь произошли изменения. Осталась базовая версия RS и вновь появилась спортивная Z28, а также предлагались их открытые версии Convertible, модели IROC-Z больше не стало. Все автомобили получили новый обвес с вентиляционными отверстиями по нижнему контуру кузова. У Z28 на капоте стали устанавливать новые выступающие декоративные накладки, а сзади — большое антикрыло с промежуточными опорами. У модели RS остался маленький спойлер. Дополнительный стоп-сигнал теперь устанавливался на все модели сверху заднего стекла изнутри.

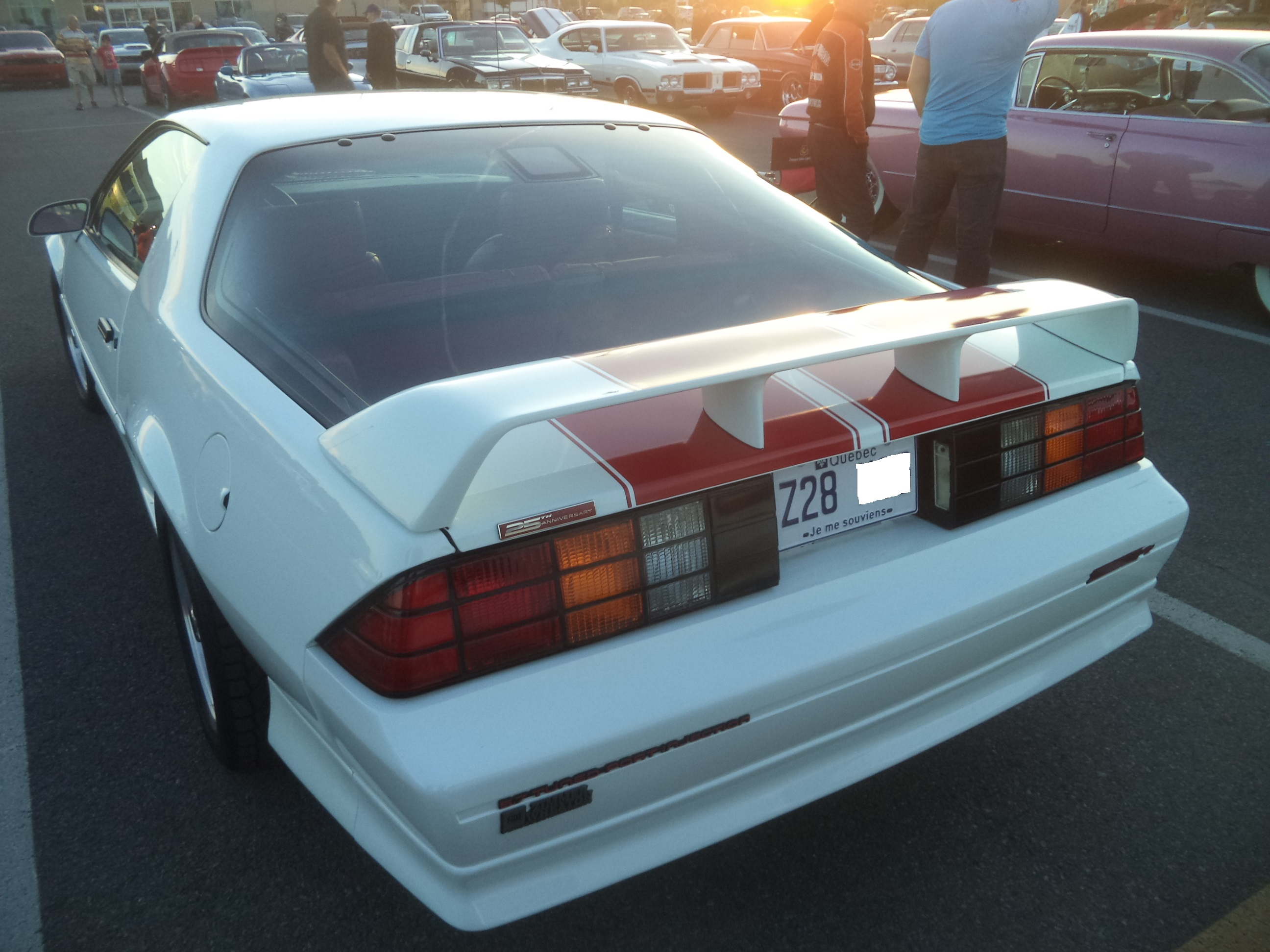
1992 Camaro Z28 с большим задним антикрылом и стоп-сигналом за стеклом вверху, в юбилейном оформлении

В юбилейном 1992 году 25-летия Camaro все автомобили имели соответствующую надпись на передней панели. Кроме того, можно было заказать специальный юбилейный пакет опций, включавший красные, чёрные, золотистые или серебристые (в зависимости от цвета кузова) декоративные полосы на капоте и крышке багажника, окрашенную в цвет кузова решётку радиатора и специальную эмблему на кромке багажника. Кабриолеты получили новой конструкции каркас крыши, который облегчил её подъём и складывание. Новый каркас стал компактнее, что позволило немного увеличить объём багажника. Тент получил новую более качественную внутреннюю отделку и, помимо чёрного, теперь можно было заказать и бежевый наружный цвет. Кроме того, все открытые версии стали оснащаться инерционными ремнями безопасности задних сидений.
| Модели и комплектации | Модели и комплектации | Модели и комплектации | Модели и комплектации | Модели и комплектации | Модели и комплектации | Модели и комплектации | Модели и комплектации | Модели и комплектации | Модели и комплектации | Модели и комплектации | Модели и комплектации |
| --------------------- | --------------------- | --------------------- | --------------------- | --------------------- | --------------------- | --------------------- | --------------------- | --------------------- | --------------------- | --------------------- | --------------------- |
|                       | 1982                  | 1983                  | 1984                  | 1985                  | 1986                  | 1987                  | 1988                  | 1989                  | 1990                  | 1991                  | 1992                  |
| Sport Coupe           |                       |                       |                       |                       |                       | Convertible           | Convertible           |                       |                       |                       |                       |
| RS                    |                       |                       |                       |                       |                       |                       |                       | Convertible           | Convertible           | Convertible           | Convertible           |
| Berlinetta            |                       |                       |                       |                       |                       |                       |                       |                       |                       |                       |                       |
| LT                    |                       |                       |                       |                       |                       | Convertible           |                       |                       |                       |                       |                       |
| Z28                   |                       |                       |                       |                       |                       | Convertible           |                       |                       |                       | Convertible           | Convertible           |
| IROC-Z                |                       |                       |                       |                       |                       | Convertible           | Convertible           | Convertible           | Convertible           |                       |                       |

## Кузов

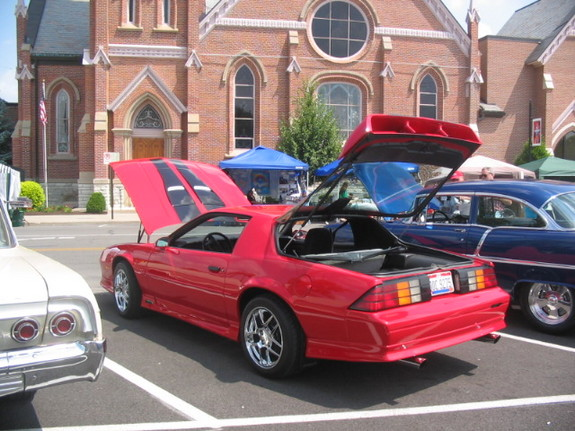
1992 Camaro Z28 с большой стеклянной задней дверью

Более компактный новый Camaro имел кузов типа хетчбэк с большой задней дверью, в основном состоящей из стекла. С целью снижения веса разработчики отказались от сборной конструкции и сделали полностью несущий кузов. Использование компьютерного моделирования позволило инженерам заранее оценивать прочность, как целого кузова, так и отдельных его элементов, добиваясь максимальной жёсткости при минимальном весе. Более жёсткий кузов обеспечивал лучшую управляемость, но при этом увеличилась передача шума от дороги. Это потребовало серьёзных исследований для изоляции зон крепления передних и задних пружин подвески.
Для защиты от коррозии большинство мест, в которых могли скапливаться вода, соль или грязь были устранены, а наиболее подверженные ржавлению детали имели специальное защитное покрытие. Так, гальванизации подвергались кронштейны и поперечины крепления подвесок, арки колёс, пол багажника и внутренние панели дверей. Крылья и наружные панели дверей были оцинкованы, а их внутренние поверхности обрабатывались битумным покрытием.
Длительные испытания в аэродинамической трубе и компьютерное моделирование позволили сделать новый Camaro самым обтекаемым автомобилем марки. Для устранения шумящих щелей ветровое и заднее стёкла были установлены заподлицо, а наружные зеркала специальной формы просто прорезали воздух. Снижение завихрений в задней части кузова убрало хлопки воздуха. Все эти особенности конструкции также сыграли большую роль в снижении сопротивления воздуха.
Для шумоизоляции салона использовались специальные материалы, изготовленные по технологиям космического века, толстые и тяжёлые маты из прошлого не использовались. Пол был покрыт единым цельным формованным ковром со специальным противошумным покрытием снизу. Цельная формованная панель потолка гасила паразитные колебания и легко монтировалась. На капот, наружные панели дверей, переднюю и заднюю панели было нанесено специальное, гасящее шумы покрытие.

## Двигатели

### Четырёхцилиндровый двигатель

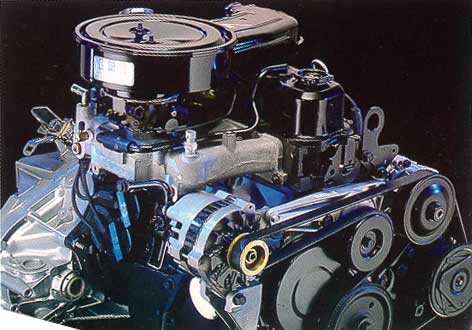
Двигатель Iron Duke

С 1982 по 1986 модельные годы на базовую версию Camaro устанавливался рядный четырёхцилиндровый мотор LQ9 рабочим объёмом 2,5 литра (151 кубический дюйм). Прозванный Iron Duke, двигатель был создан в середине 1970-х на фирме Pontiac и широко использовался на автомобилях корпорации GM. Первоначально мотор развивал 88 л. с., но в 1984 модельном году на него установили новую головку цилиндров, что позволило увеличить до 9,0 степень сжатия и его мощность возросла до 92 л. с.
В чугунном блоке цилиндров мотора размещался полноопорный коленчатый вал из высокопрочного чугуна, с помощью зубчатой передачи он приводил во вращение расположенный рядом в блоке распределительный вал. Распредвал, через гидрокомпенсаторы зазоров, с помощью стальных толкателей двигал коромысла, которые приводили, расположенные в чугунной головке цилиндров клапаны (OHV), по два на цилиндр.
В системе центрального впрыска топлива, названной TPI (Trottle Body Injection), единственная форсунка в корпусе дроссельной заслонки распыляла бензин под давлением 76—83 КПа. Топливо, от расположенного над задней осью топливного бака объёмом 60 литров подавалось к форсунке с помощью размещённого в баке электрического насоса.

### Шестицилиндровые двигатели
В 1982—1984 модельных годах отдельные версии Camaro оснащалась V-образным шестицилиндровым двигателем LC1 рабочим объёмом 2,8 литров (173 кубических дюйма) мощностью 102 л. с.
В чугунном блоке с развалом цилиндров 60° располагался полноопорный коленчатый вал. Над ним размещался распределительный вал, который с помощью толкателей с гидрокомпенсаторами зазора приводил коромысла, а затем клапаны, размещённые в чугунной головке блока (OHV), по два на цилиндр. Питание двигателя осуществлялось с помощью двухкамерного карбюратора Rochester.
В 1985 модельном году вместо карбюратора на двигатель стали устанавливать систему впрыска топлива, его обозначение сменилось на LB8, а мощностью возросла до 135 л. с. От отдельно расположенного фильтра воздух попадал в высокотехнологичный алюминиевый впускной коллектор системы распределённого впрыска топлива MFI (Multi-Port Fuel Injection). Установленные в нём форсунки впрыскивали топливо непосредственно по впускной канал каждого цилиндра. Управляемая электронным контроллером система позволяла точно дозировать поступающие в камеру сгорания бензин и воздух. Интересной особенностью двигателя было то, что всё навесное оборудование приводилось одним ремнём, не требующим натяжения.
С 1990 модельного года рабочий объём двигателя был увеличен до 3,1 литра (191 кубических дюйма), его обозначение сменилось на LH0, мощностью возросла до 140 л. с. Диаметр цилиндров двигателя остался прежним, а рабочий объём был увеличен за счёт возрастания хода поршня.

### Восьмицилиндровые двигатели
Устанавливаемые на Camaro третьего поколения V-образные восьмицилиндровые моторы принадлежали к знаменитой серии двигателей с «малым» блоком Chevrolet. Все они, кроме одного, имели рабочий объём 5 литров (305 кубических дюймов).
Карбюраторный двигатель LG4 устанавливался на Camaro в 1982—1987 модельных годах. Первоначально он развивал мощность 145 л. с. Двигатель имел чугунный блок цилиндров с углом развала 90°. В нём располагался коленчатый вал, который приводил во вращение размещённый над ним распределительный вал. От распредвала с помощью толкателей с гидрокомпенсаторами и коромысел приводились в движение клапаны (OHV), по два на цилиндр. Питание двигателя осуществлялось от четырёхкамерного карбюратора Rochester. Специальная электронная система управляла работой карбюратора и системы зажигания. В 1985 модельном году за счёт применения новых поршней степень сжатия двигателя была увеличена до 9,5 и мощность возросла до 155—165 л. с. В 1987 модельном году двигатель вновь был модернизирован и он стал развивать 170 л. с.
В 1982 и 1983 модельных годах можно было заказать такой же двигатель, но со впрыском топлива, LU5 мощностью 165—170 л. с. Вместо карбюратора на двигатель были установлены два, по одному на каждую головку, модуля системы центрального впрыска топлива. Такая схема получила название CFI (Cross Fire Injection), но оказалась неудачной её было сложно настроить и применялась недолго.
В конце 1983 модельного года, также по заказу, на спортивные версии Camaro стали устанавливать карбюраторный двигатель с высокой отдачей H.O. (High Output) L69 мощностью 190 л. с. Это была улучшенная во всём, начиная с карбюратора и заканчивая выхлопными трубами, версия мотора LG4. Изменения включали в себя: распредвал с большим подъёмом клапанов и более длительным временем их открытия, изменённые поршни, позволившие повысить степень сжатия и управляемую электроникой систему зажигания. Для снижения сопротивления в специально настроенной системе выпуска использовался новый каталитический нейтрализатор, большего диаметра выхлопные трубы и один, вместо двух ранее, глушитель. Для ещё большего снижения потерь приводимый двигателем вентилятор радиатора был заменён на электровентилятор. Его пластмассового лопасти специальной формы прокачивали больше воздуха, но шумели меньше. Систем управления включала вентилятор только тогда, когда было необходимо.

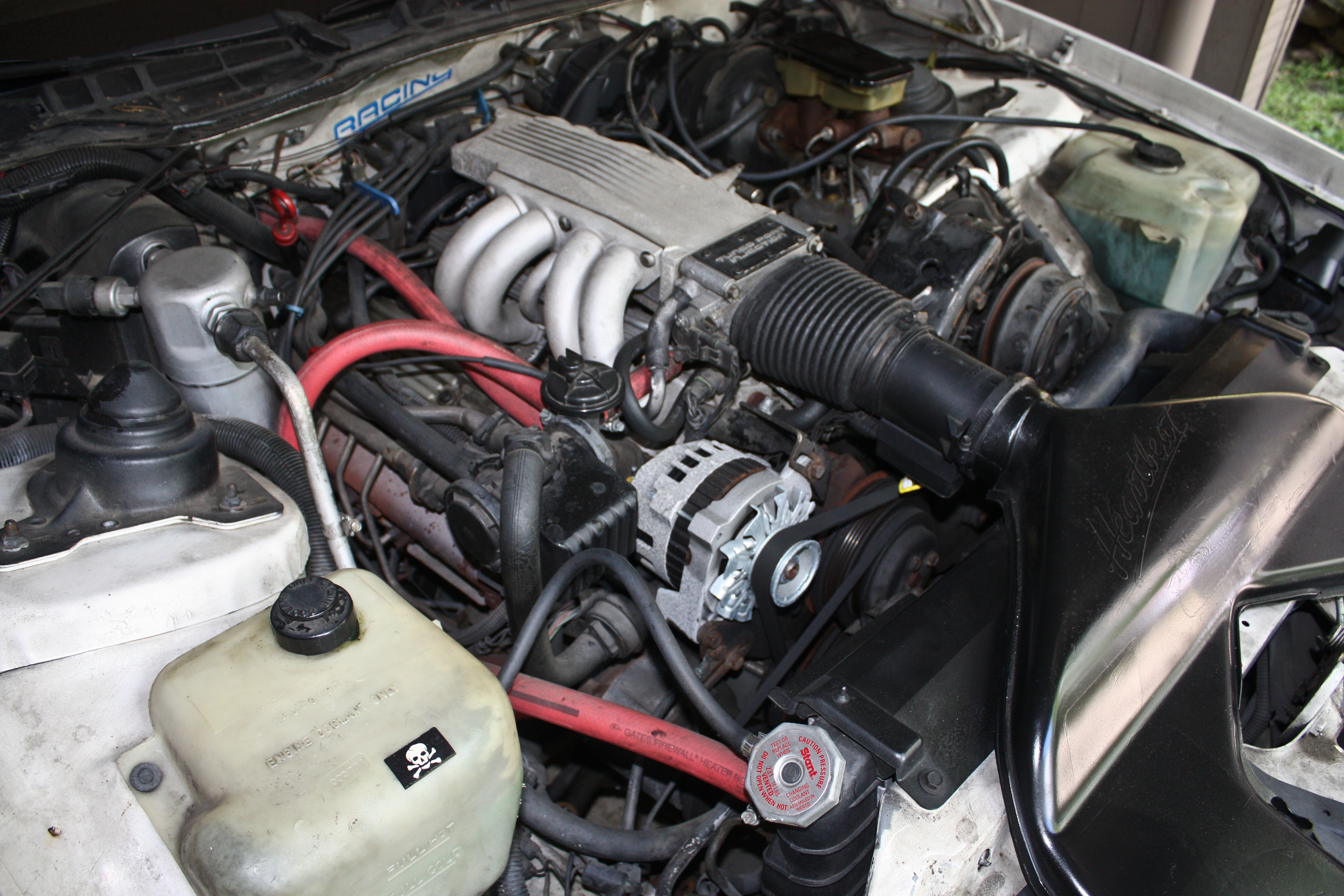
1987 Camaro IROC-Z с двигателем LB9 TPI

С 1985 модельного года двигатель L69 был заменён мотором LB9 мощностью 215 л. с. Это был тот же двигатель L69 со специальным распредвалом и поршнями, но оснащённый системой распределённого впрыска топлива TPI (Tuned-Port Fuel Injection) фирмы Bosch. От отдельно расположенного фильтра воздух попадал в большой сверкающий воздушный коллектор с отходящими в обе стороны впускными патрубками. Размещённые под ними форсунки впрыскивали топливо прямо на вход в цилиндры. Электронный модуль системы управления непрерывно измеряя атмосферное давление, наружную температуру и влажность, регулировал массу подаваемого в двигатель воздуха. В соответствии с этими параметрами задавалась количество впрыскиваемого в цилиндры бензина. В результате, существенно возрастали крутящий момент и мощность двигателя. Кроме того, система обеспечивала постоянную реакцию на нажатие педали газа, впечатляющую возможность управления мощностью в любых условиях и лучшую отдачу на высоких оборотах. Надёжная работа гарантировалась тем, что только дроссельная и воздушная заслонки, и форсунки являлись механическими устройствами, всё остальное — были электронные приборы, загерметизированные и защищённые от влаги и пыли.
С 1987 модельного года на экстремальные модели по заказу устанавливался самый большой для Camaro этого поколения V-образный восьмицилиндровый двигатель L98 рабочим объёмом 5,7 литра (350 кубических дюймов) мощностью 225 л. с. Двигатель был подобен мотору LB9, но имел большего диаметра цилиндры. Он также оснащался системой распределённого впрыска топлива TPI.
Стандартным двигателем для спортивных версий с 1988 модельного года стал мотор L03 мощностью 170 л. с. Это был немного изменённый двигатель LG4, на который установили систему центрального впрыска топлива, названную EFI (Elecrtonic Fuel Injection).

### Список двигателей
| Двигатели и трансмиссии                    | Двигатели и трансмиссии                  | Двигатели и трансмиссии                  | Двигатели и трансмиссии                  | Двигатели и трансмиссии                  | Двигатели и трансмиссии                  | Двигатели и трансмиссии                  | Двигатели и трансмиссии                  | Двигатели и трансмиссии                  |
| Двигатель                                  | Код                                      | Степень сжатия                           | Питание                                  | Механическая                             | Механическая                             | Авто- матическая                         | Модельный год                            | Применяемость                            |
| Двигатель                                  | Код                                      | Степень сжатия                           | Питание                                  | 4-х ст.                                  | 5-х ст.                                  | Авто- матическая                         | Модельный год                            | Применяемость                            |
| Четырёхцилиндровый рядный двигатель (L4)   | Четырёхцилиндровый рядный двигатель (L4) | Четырёхцилиндровый рядный двигатель (L4) | Четырёхцилиндровый рядный двигатель (L4) | Четырёхцилиндровый рядный двигатель (L4) | Четырёхцилиндровый рядный двигатель (L4) | Четырёхцилиндровый рядный двигатель (L4) | Четырёхцилиндровый рядный двигатель (L4) | Четырёхцилиндровый рядный двигатель (L4) |
| ------------------------------------------ | ---------------------------------------- | ---------------------------------------- | ---------------------------------------- | ---------------------------------------- | ---------------------------------------- | ---------------------------------------- | ---------------------------------------- | ---------------------------------------- |
| 2,5-90 л. с.                               | LQ9                                      | 8,2                                      | впрыск                                   | +                                        |                                          | (+)                                      | 1982                                     | Sport Coupe                              |
| 2,5-92 л. с.                               | LQ9                                      | 8,2                                      | впрыск                                   | +                                        | (+)                                      | (+)                                      | 1983                                     | Sport Coupe                              |
| 2,5-92 л. с.                               | LQ9                                      | 9,0                                      | впрыск                                   | +                                        | (+)                                      | (+)                                      | 1984                                     | Sport Coupe                              |
| 2,5-88 л. с.                               | LQ9                                      | 9,0                                      | впрыск                                   |                                          | +                                        | (+)                                      | 1985                                     | Sport Coupe                              |
| 2,5-88 л. с.                               | LQ9                                      | 9,0                                      | впрыск                                   |                                          | +                                        |                                          | 1986                                     | Sport Coupe                              |
| Шестицилиндровые V-образные двигатели (V6) |                                          |                                          |                                          |                                          |                                          |                                          |                                          |                                          |
| 2.8-102                                    | LC1                                      | 8,5                                      | карбюратор                               | +                                        |                                          | (+)                                      | 1982                                     | Berlinetta (Sport Coupe)                 |
| 2.8-107                                    | LC1                                      | 8,5                                      | карбюратор                               |                                          | +                                        | (+)                                      | 1983—1984                                | Berlinetta (Sport Coupe)                 |
| 2.8-135                                    | LB8                                      | 8,9                                      | впрыск                                   |                                          | +                                        | (+)                                      | 1985—1986                                | Berlinetta (Sport Coupe)                 |
| 2.8-135                                    | LB8                                      | 8,9                                      | впрыск                                   | 1987                                     | +                                        | (+)                                      | Sport Coupe, LT                          |                                          |
| 2.8-135                                    | LB8                                      | 8,9                                      | впрыск                                   | 1988                                     | +                                        | (+)                                      | Sport Coupe                              |                                          |
| 2.8-135                                    | LB8                                      | 8,9                                      | впрыск                                   | 1989                                     | +                                        | (+)                                      | RS                                       |                                          |
| 3.1-140                                    | LHO                                      | 8,5                                      | впрыск                                   |                                          | +                                        | (+)                                      | 1990—1992                                | RS                                       |
| Восьмицилиндровые двигатели (V8)           |                                          |                                          |                                          |                                          |                                          |                                          |                                          |                                          |
| 5.0-145                                    | LG4                                      | 8,6                                      | карбюратор                               | +                                        |                                          | (+)                                      | 1982                                     | Z28 (Sport Coupe, Berlinetta)            |
| 5.0-150                                    | LG4                                      | 8,6                                      | карбюратор                               |                                          | +                                        | (+)                                      | 1983—1984                                | Z28 (Sport Coupe, Berlinetta)            |
| 5.0-155                                    | LG4                                      | 9,5                                      | карбюратор                               |                                          | +                                        | (+)                                      | 1985                                     | IROC-Z, Z28 (Sport Coupe, Berlinetta)    |
| 5.0-155                                    | LG4                                      | 9,5                                      | карбюратор                               |                                          |                                          | +                                        | 1986                                     | (Sport Coupe, Berlinetta)                |
| 5.0-165                                    | LG4                                      | 9,5                                      | карбюратор                               |                                          | +                                        |                                          | 1986                                     | IROC-Z, Z28                              |
| 5.0-165                                    | LG4                                      | 9,3                                      | карбюратор                               |                                          | +                                        | (+)                                      | 1987                                     | (Sport Coupe, LT)                        |
| 5.0-170                                    | LG4                                      | 9,5                                      | карбюратор                               |                                          | +                                        | (+)                                      | 1987                                     | IROC-Z, Z28                              |
| 5.0-170                                    | L03                                      | 9,3                                      | впрыск                                   |                                          | +                                        | (+)                                      | 1988                                     | IROC-Z (Sport Coupe)                     |
| 5.0-170                                    | L03                                      | 9,3                                      | впрыск                                   | 1989                                     | +                                        | (+)                                      | IROC-Z (RS)                              |                                          |
| 5.0-170                                    | L03                                      | 9,3                                      | впрыск                                   | 1990—1992                                | +                                        | (+)                                      | (RS)                                     |                                          |
| 5.0-165                                    | LU5                                      | 9,5                                      | впрыск                                   | +                                        |                                          | (+)                                      | 1982                                     | (Z28)                                    |
| 5.0-175                                    | LU5                                      | 9,5                                      | впрыск                                   |                                          |                                          | +                                        | 1983                                     | (Z28)                                    |
| 5.0-190                                    | L69                                      | 9,5                                      | карбюратор                               |                                          | +                                        | (+)                                      | 1984                                     | (Z28)                                    |
| 5.0-190                                    | L69                                      | 9,5                                      | карбюратор                               |                                          | +                                        |                                          | 1985                                     | (IROC-Z)                                 |
| 5.0-190                                    | L69                                      | 9,5                                      | карбюратор                               |                                          | +                                        |                                          | 1986                                     | (IROC-Z, Z28)                            |
| 5.0-215                                    | LB9                                      | 9,5                                      | впрыск                                   |                                          |                                          | +                                        | 1985                                     | (IROC-Z, Z28)                            |
| 5.0-190                                    | LB9                                      | 9,5                                      | впрыск                                   |                                          |                                          | +                                        | 1986                                     | (IROC-Z, Z28)                            |
| 5.0-215                                    | LB9                                      | 9,3                                      | впрыск                                   |                                          | +                                        |                                          | 1987                                     | (IROC-Z, Z28)                            |
| 5.0-190                                    | LB9                                      | 9,3                                      | впрыск                                   |                                          |                                          | +                                        | 1987                                     | (IROC-Z, Z28)                            |
| 5.0-220                                    | LB9                                      | 9,3                                      | впрыск                                   |                                          | +                                        |                                          | 1988                                     | (IROC-Z)                                 |
| 5.0-195                                    | LB9                                      | 9,5                                      | впрыск                                   |                                          |                                          | +                                        | 1988                                     | (IROC-Z)                                 |
| 5.0-220                                    | LB9                                      | 9,3                                      | впрыск                                   |                                          | +                                        |                                          | 1989                                     | (IROC-Z)                                 |
| 5.0-195                                    | LB9                                      | 9,3                                      | впрыск                                   |                                          |                                          | +                                        | 1989                                     | (IROC-Z)                                 |
| 5.0-230                                    | LB9                                      | 9,3                                      | впрыск                                   |                                          | +                                        |                                          | 1989                                     | (IROC-Z)                                 |
| 5.0-210                                    | LB9                                      | 9,3                                      | впрыск                                   |                                          | +                                        | (+)                                      | 1990                                     | IROC-Z                                   |
| 5.0-230                                    | LB9                                      | 9,3                                      | впрыск                                   |                                          | +                                        |                                          | 1990                                     | (IROC-Z)                                 |
| 5.0-205                                    | LB9                                      | 9,3                                      | впрыск                                   |                                          | +                                        | (+)                                      | 1991—1992                                | Z28                                      |
| 5.0-230                                    | LB9                                      | 9,3                                      | впрыск                                   |                                          | +                                        |                                          | 1991—1992                                | (Z28)                                    |
| 5.7-225                                    | L98                                      | 9,3                                      | впрыск                                   |                                          |                                          | +                                        | 1987                                     | (IROC-Z, Z28)                            |
| 5.7-230                                    | L98                                      | 9,3                                      | впрыск                                   |                                          |                                          | +                                        | 1988                                     | (IROC-Z)                                 |
| 5.7-230                                    | L98                                      | 9,3                                      | впрыск                                   |                                          |                                          | +                                        | 1989                                     | (IROC-Z)                                 |
| 5.7-240                                    | L98                                      | 9,3                                      | впрыск                                   |                                          |                                          | +                                        | 1989                                     | (IROC-Z)                                 |
| 5.7-245                                    | L98                                      | 9,3                                      | впрыск                                   |                                          |                                          | +                                        | 1990                                     | (IROC-Z)                                 |
| 5.7-245                                    | L98                                      | 9,3                                      | впрыск                                   |                                          |                                          | +                                        | 1991—1992                                | (Z28)                                    |
| В скобках указан вариант применения, опция |                                          |                                          |                                          |                                          |                                          |                                          |                                          |                                          |

## Трансмиссия
Все модели Camaro стандартно оборудовались четырёхступенчатыми, а начиная с 1985 модельного года только пятиступенчатыми механическими коробками передач. Трёхступенчатая автоматическая трансмиссия устанавливалась по заказу в 1982—1983 модельных годах. Позже, как опция, предлагались только четырёхступенчатые автоматические трансмиссии с повышающей высшей передачей (overdrive). Самый мощный 5,7-литровый двигатель агрегатировался только с такой трансмиссией, механическая коробка передач с ним не использовалась.

### Механические коробки передач
Вращение от двигателя через сухое однодисковое с диафрагменной пружиной сцепление с механическим приводом передавалось на коробку передач. В 1987 модельном году сцепление получило гидравлический привод и его размеры были увеличены.
Только в 1982 модельном году со всеми двигателями стандартно состыковывались четырёхступенчатые коробки передач производства GM (Saginaw M26/M27) или BorgWarner (T10/T4). Начиная с 1983 года все двигатели, кроме четырёхцилиндрового, уже оборудовались пятиступенчатыми коробками. За дополнительную плату пятиступенчатую коробку модно было установить и на четырёхцилиндровый мотор. С 1985 модельного года четырёхступенчатые коробки передач больше не устанавливались на Camaro.
Пятиступенчатая коробка передач с повышающей высшей передачей (overdrive) типа T5 первоначально производилась корпорацией BorgWarner, позже её изготовление было передано на фирму TREMEC. Лёгкая и компактная она широко применялась не только на автомобилях Chevrolet. Коробка имела алюминиевый картер и стандартную трёхвальную схему. Первоначально она была рассчитана на передачу крутящего момента в 265 фунтов на фут (369 Н м). После модернизации, в ходе которой коробка получила усиленные подшипники и новые синхронизаторы, передаваемый крутящий момент возрос до 300 фунтов на фут (407 Н м). Такая модернизированная коробка получила название World Class (WC) и устанавливалась на Camaro с 1988 модельного года.

### Список механических коробок передач
| Механические коробки передач | Механические коробки передач | Механические коробки передач | Механические коробки передач | Механические коробки передач | Механические коробки передач | Механические коробки передач | Механические коробки передач | Механические коробки передач |
| Передаточные числа:          | Передаточные числа:          | Передаточные числа:          | Передаточные числа:          | Передаточные числа:          | Передаточные числа:          | Применяемость                | Модельные годы               | Примечания                   |
| первая передача              | вторая передача              | третья передача              | четвёртая передача           | пятая передача               | задний ход                   | Применяемость                | Модельные годы               | Примечания                   |
| Четырёхступенчатые коробки   | Четырёхступенчатые коробки   | Четырёхступенчатые коробки   | Четырёхступенчатые коробки   | Четырёхступенчатые коробки   | Четырёхступенчатые коробки   | Четырёхступенчатые коробки   | Четырёхступенчатые коробки   | Четырёхступенчатые коробки   |
| ---------------------------- | ---------------------------- | ---------------------------- | ---------------------------- | ---------------------------- | ---------------------------- | ---------------------------- | ---------------------------- | ---------------------------- |
| 3,50                         | 2,48                         | 1,66                         | 1,0                          | -                            | 3,50                         | L4 (LQ9)                     | 1982—1984                    | Base                         |
| 3,50                         | 2,48                         | 1,66                         | 1,0                          | -                            | 3,50                         | V6 (LC1)                     | 1982                         | Base                         |
| 3,42                         | 2,28                         | 1,45                         | 1,0                          | -                            | 3,51                         | V8 (LG4)                     | 1982                         | Base                         |
| 2,85                         | 2,02                         | 1,35                         | 1,0                          | -                            | 3,51                         | V8 (LG4)                     | 1982                         | Base                         |
| 2,88                         | 1,91                         | 1,33                         | 1,0                          | -                            | 2,78                         | V8 (LU5)                     | 1982                         | Base                         |
| Пятиступенчатые коробки      |                              |                              |                              |                              |                              |                              |                              |                              |
| 3,50                         | 2,14                         | 1,36                         | 1,0                          | 0,78                         | 3,39                         | L4 (LQ9)                     | 1983                         | Available                    |
| 3,50                         | 2,14                         | 1,36                         | 1,0                          | 0,78                         | 3,39                         | V6 (LC1)                     | 1984—1985                    | Base                         |
| 3,50                         | 2,14                         | 1,36                         | 1,0                          | 0,78                         | 3,39                         | V6 (LB8)                     | 1985—1986                    | Base                         |
| 3,76                         | 2,18                         | 1,42                         | 1,0                          | 0,86                         | 3,76                         | L4 (LQ9)                     | 1984—1985                    | Available                    |
| 3,76                         | 2,18                         | 1,42                         | 1,0                          | 0,86                         | 3,76                         | L4 (LQ9)                     | 1985—1986                    | Base                         |
| 3,50                         | 2,14                         | 1,36                         | 1,0                          | 0,73                         | 3,39                         | V6 (LC1)                     | 1983                         | Base                         |
| 4,03                         | 2,37                         | 1,50                         | 1,0                          | 0,76                         | 3,76                         | V6 (LB8)                     | 1987—1989                    | Base                         |
| 4,03                         | 2,37                         | 1,50                         | 1,0                          | 0,76                         | 3,76                         | V6 (LHO)                     | 1990—1992                    | Base                         |
| 2,95                         | 1,94                         | 1,34                         | 1,00                         | 0,73                         | 2,76                         | V8 (LG4)                     | 1983                         | Base                         |
| 2,95                         | 1,94                         | 1,34                         | 1,00                         | 0,73                         | 2,76                         | V8 (LG4, L69)                | 1984—1985                    | Base                         |
| 3,35                         | 1,94                         | 1,29                         | 1,00                         | 0,61                         | 3,15                         | V8 (LG4, L69)                | 1986                         | Base                         |
| 2,95                         | 1,94                         | 1,34                         | 1,00                         | 0,63                         | 2,76                         | V8 (LG4, L69)                | 1986                         | Base                         |
| 2,95                         | 1,94                         | 1,34                         | 1,00                         | 0,63                         | 2,76                         | V8 (LG4, LB9)                | 1987                         | Base                         |
| 2,95                         | 1,94                         | 1,34                         | 1,00                         | 0,63                         | 2,76                         | V8 (L03, LB9)                | 1988—1992                    | Base                         |
| 2,75                         | 1,94                         | 1,34                         | 1,00                         | 0,74                         | 2,76                         | V8 (LB9)                     | 1988—1992                    | Available                    |

### Автоматические трансмиссии

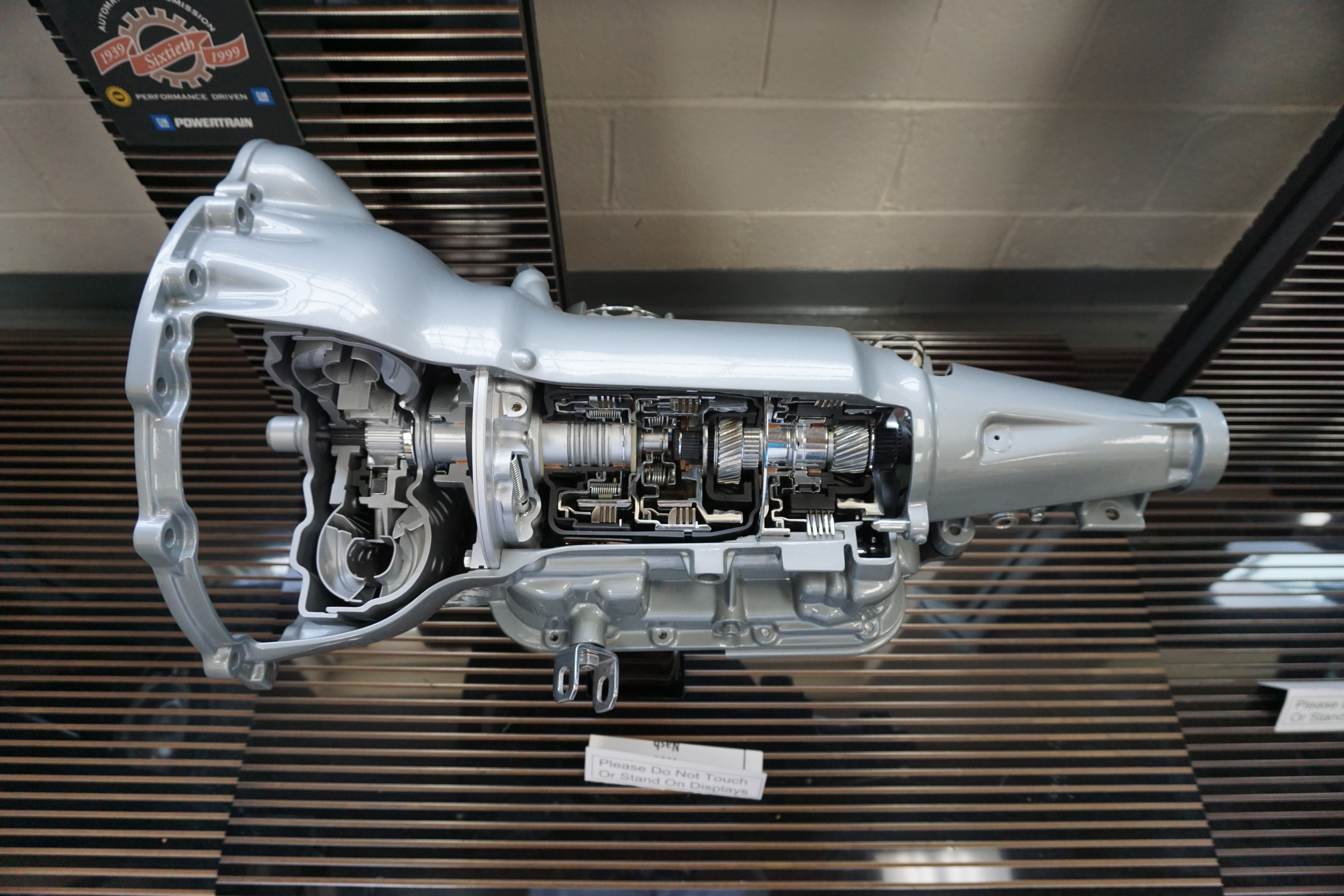
Автоматическая коробка передач TMH 200

Автоматические гидромеханические трансмиссии типа Turbo-Hydramatic устанавливались на Camaro по заказу. Сначала, в 1982—1983 модельных годах это была трёхступенчатая трансмиссии THM 200c, а начиная с 1984 года, на все модели устанавливали только четырёхступенчатую трансмиссию THM 700-4R с повышающей последней передачей (overdrive).
Конструкция обеих коробок передач была схожей: один гидротрансформатор, три планетарных ряда и гидравлическая система управления. Коробка THM 200c имела блокировку гидротрансформатора на высшей передачею. В трансмиссии THM 700-4R в зависимости от применяемого двигателя использовались разные по размеру и передаточному отношению гидротрансформаторы, которые могли блокироваться либо на двух (четвёртой и третьей), либо на трёх (четвёртой, третьей и второй) передачах.
Переключение режимов трансмиссии осуществлялось с помощью расположенного между сиденьями напольного рычага по обычной схеме R-P-N-(D)-D-2-1 с возможностью принудительного удержания любой передачи.

### Список автоматических трансмиссий
| Автоматические трансмиссии | Автоматические трансмиссии | Автоматические трансмиссии | Автоматические трансмиссии | Автоматические трансмиссии | Автоматические трансмиссии | Автоматические трансмиссии | Автоматические трансмиссии | Автоматические трансмиссии |
| Модель                     | Передаточные числа:        | Передаточные числа:        | Передаточные числа:        | Передаточные числа:        | Передаточные числа:        | Передаточные числа:        | Применяемость              | Модельные годы             |
| Модель                     | гидро трансформатор        | первая передача            | вторая передача            | третья передача            | четвёртая передача         | задний ход                 | Применяемость              | Модельные годы             |
| -------------------------- | -------------------------- | -------------------------- | -------------------------- | -------------------------- | -------------------------- | -------------------------- | -------------------------- | -------------------------- |
| 200c                       | 2,4                        | 2,74                       | 1,57                       | 1,00                       | —                          | 2,07                       | L4, V6, V8                 | 1982                       |
| 200c                       | 2,4                        | 2,74                       | 1,57                       | 1,00                       | —                          | 2,07                       | L4                         | 1983                       |
| 700-4R                     | —                          | 3,06                       | 1,63                       | 1,00                       | 0,70                       | 2,29                       | V6, V8                     | 1983                       |
| 700-4R                     | —                          | 3,06                       | 1,63                       | 1,00                       | 0,70                       | 2,29                       | L4, V6, V8                 | 1984—1985                  |
| 700-4R                     | —                          | 3,06                       | 1,63                       | 1,00                       | 0,70                       | 2,29                       | V6, V8                     | 1986                       |
| 700-4R                     | 2,35                       | 3,06                       | 1,63                       | 1,00                       | 0,70                       | 2,29                       | V6 (LB8)                   | 1987—1989                  |
| 700-4R                     | 2,15                       | 3,06                       | 1,63                       | 1,00                       | 0,70                       | 2,29                       | V8 (LB9)                   | 1987—1989                  |
| 700-4R                     | 2,15                       | 3,06                       | 1,63                       | 1,00                       | 0,70                       | 2,29                       | V6 (LH0), V8 (LB9)         | 1990—1992                  |
| 700-4R                     | 1,91                       | 3,06                       | 1,63                       | 1,00                       | 0,70                       | 2,29                       | V8                         | 1987—1992                  |

### Карданная передача и задний мост
От коробки передач с помощью цельного стального трубчатого карданного вала с двумя шарнирами на концах вращение передавалось на задний мост с гипоидной главной передачей и дифференциалом. До 1990 модельного года по заказу можно было установить дифференциал с повышенным внутренним сопротивлением.

## Ходовая часть
Выдающиеся ходовые свойства Camaro во многом были обеспечены его полностью новой оригинальной подвеской, быстрым рулевым управлением, мощными тормозами и специальными шинами.

### Подвеска

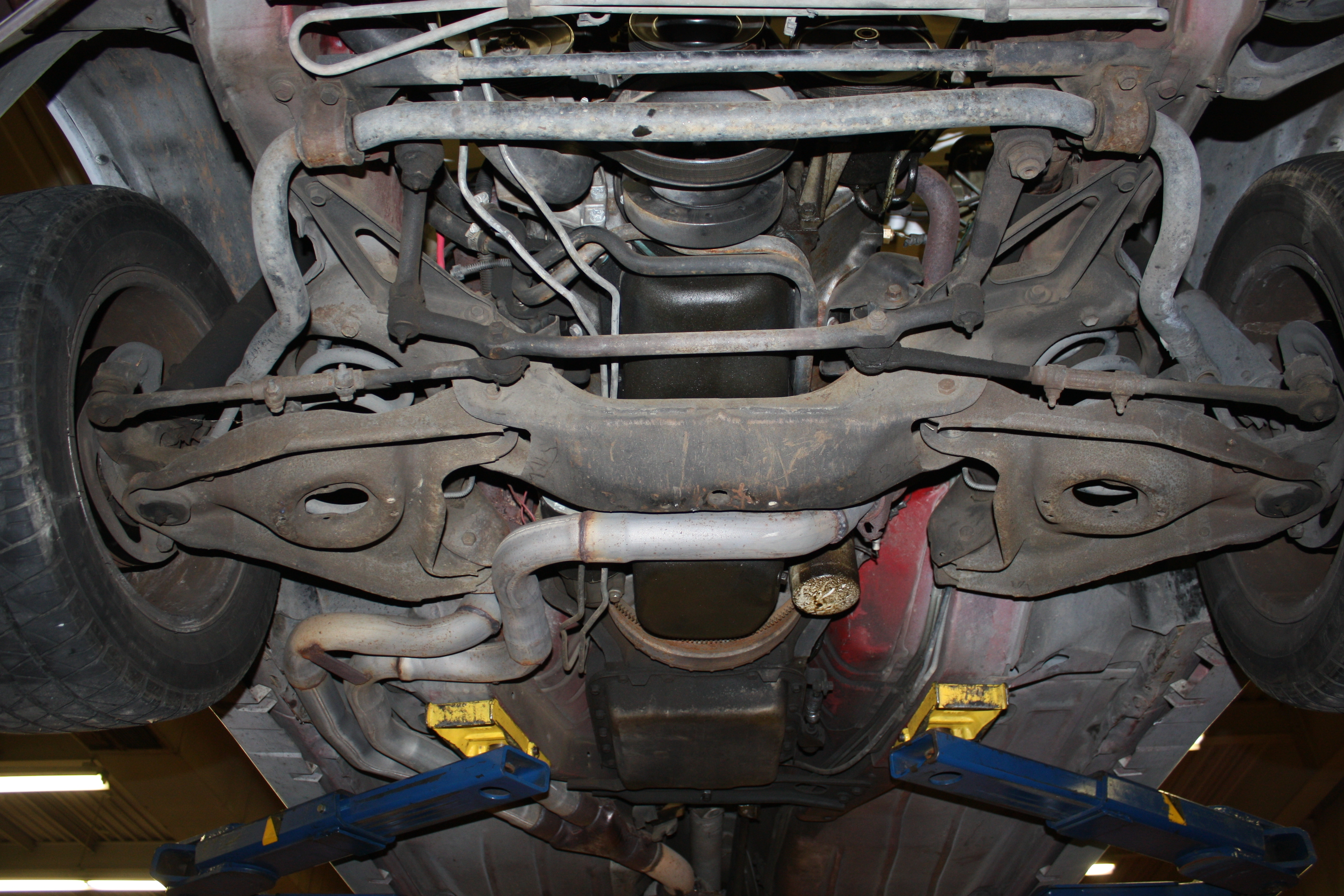
1988 Camaro IROC-Z, передняя подвеска Макферсон с отдельно установленными пружинами и креплением рычагов к поперечине

Спереди на автомобиль устанавливался необычный вариант подвески типа Макферсон с отдельно установленными на рычагах пружинами. Такая конструкция позволяла понизить линию капота, сделав профиль Camaro более стремительным. Для большей стабильности геометрии рычаги крепились к специальной мощной поперечины, а устанавливаемый стандартно стабилизатор помогал при быстром маневрировании.

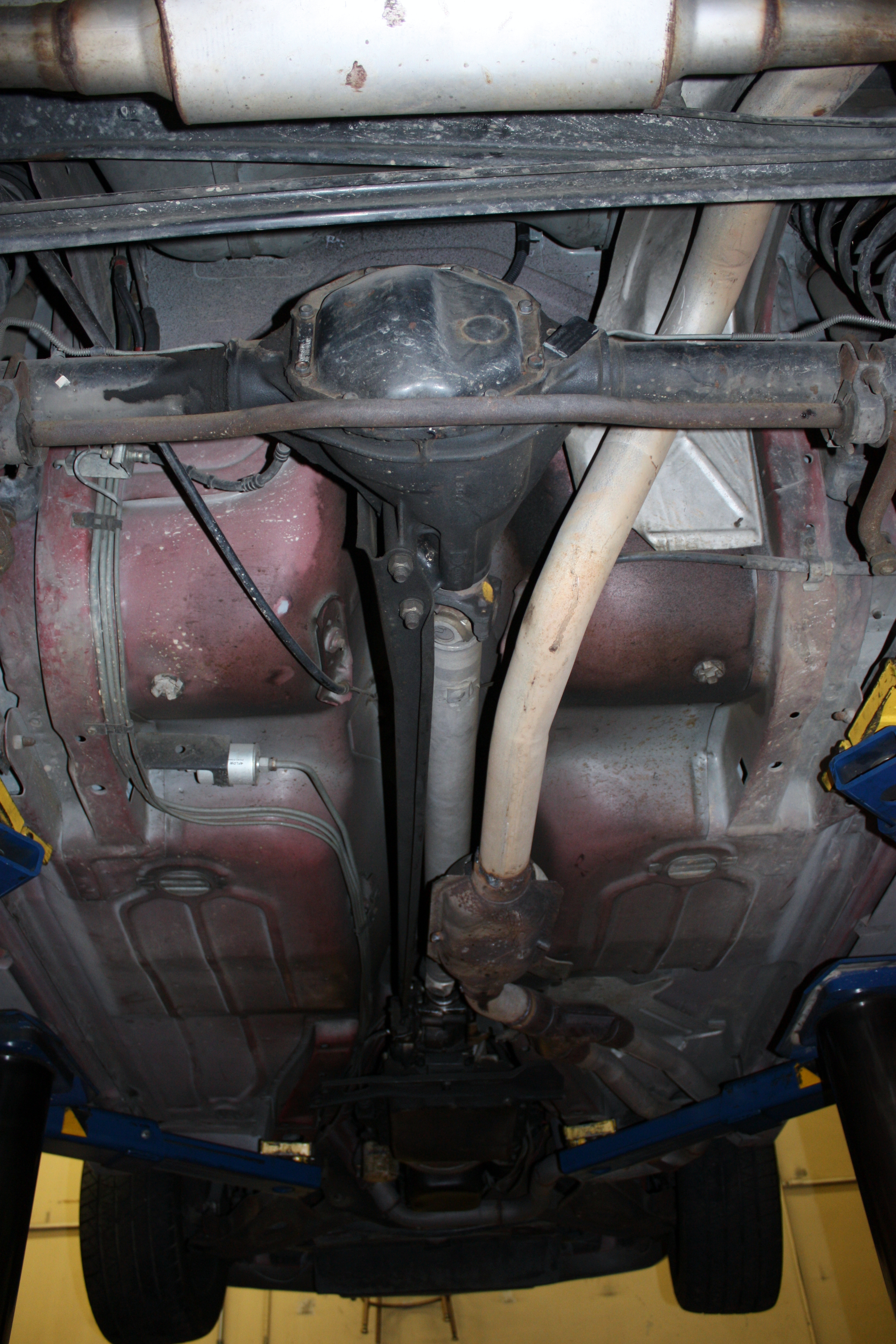
1988 Camaro IROC-Z, задний мост на пружинах, продольных рычагах (за кадром) и с дышлом

Первоначально предполагалось оснастить Camaro независимой задней подвеской, но её разработка требовала слишком много затрат времени и финансов, поэтому от неё отказались. Взамен была серьёзно модернизирована традиционная задняя балка. Вместо рессор в ней использовались пружины, два продольных рычага и поперечная тяга Панара, а также дышло, соединяющее задний мост с картером коробки передач.
На спортивную версию Z28 устанавливалась специальная подвеска, включающая в себя большего диаметра стабилизаторы и особые передние и задние амортизаторы.
В процессе разработки автомобиля IROC-Z во время жёстких испытаний на гоночном треке была обнаружена повышенная податливость балки передней подвески, и она была усилена с помощью поперечины. Кроме того, на этой модели спереди были установлены амортизирующие стойки Delco с переменным сопротивлением, а сзади — газонаполненные амортизаторы Bilstein.

### Рулевое управление
Рулевое управление с механизмом типа винт-шариковая гайка стандартно оснащалось гидроусилителем. Небольшое передаточное отношение механизма обеспечивало «острый руль»: от 3, на комфортабельной модели Berlinetta, до 2,7, на базовом Sport Coupe, и даже до 2,5, на спортивных версиях, оборотов рулевого колеса от упора до упора. Кроме того, на спортивную модель IROC-Z устанавливался изменённый усилитель, который создавал меньше помощи при маневрировании, обеспечивая более натуральную обратную связь. Регулируемая по углу наклона рулевая колонка первоначально устанавливалась по заказу, а позже стала монтироваться стандартно.

### Тормозная система
Двухкамерный вакуумный усилитель, передние дисковые вентилируемые и задние барабанные тормоза составляли стандартную тормозную систему Camaro. Для предотвращения разрушения тормозных дисков спереди были установлены датчики износа колодок, которые начинали сильно пищать при чрезмерном износе. На спортивные версии автомобиля, когда он оборудовался самыми мощными двигателями, устанавливались задние дисковые механизмы со встроенным приводом стояночного тормоза. Рычаг стояночного тормоза располагался спереди между сиденьями и с помощью тросов воздействовал на задние тормоза.

### Колёса и шины
На базовую версию Sport Coupe стандартно устанавливались 14-дюймовые штампованные колёса, окрашенные в цвет кузова с центральным колпачком или с большим полностью закрывающим колесо колпаком. По заказу можно было установить 14-дюймовые алюминиевые колёса с пятью спицами. Модель Berlinetta оснащалась 14-дюймовыми золотистого цвета с блестящим центральным колпачком алюминиевыми колёсами с имитацией спиц. Спортивная версия Z28 имела 15-дюймовые алюминиевые колёса с пятью спицами серебряного или золотого цвета с чёрным центральным колпачком. С 1985 модельного года на вновь появившуюся версию IROC-Z стали устанавливать 16-дюймовые алюминиевые колёса с пятью спицами и специальные низкопрофильные шины Goodyear Eagle GT.

## Особые версии

### Indianapolis Pace Car

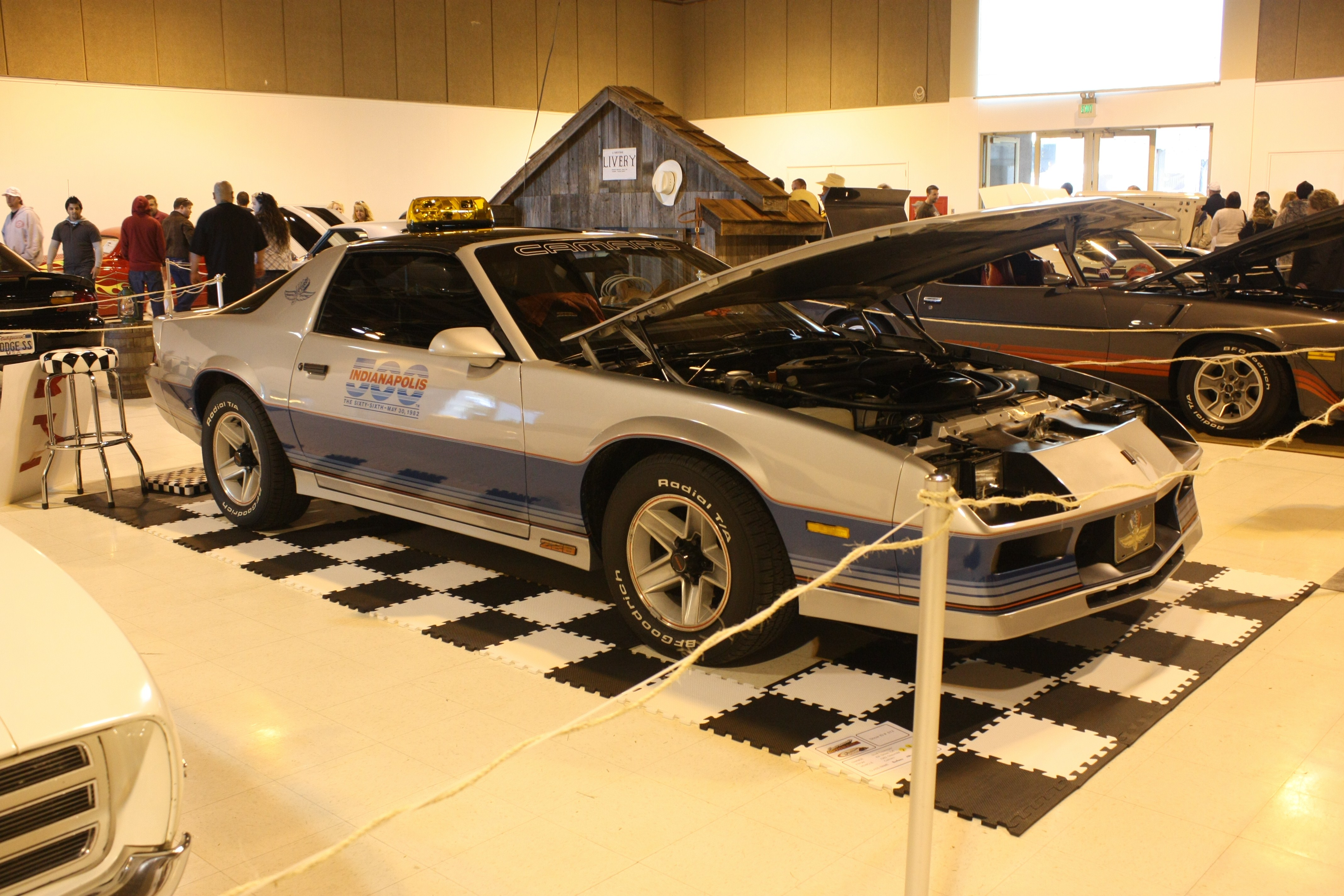
1982 Camaro Indianapolis Pace Car

Для сопровождения проведения 66-й гонки 500 миль Индианаполиса проходившей 30 мая 1982 года на кольце Indianapolis Motor Speedway, фирмой Chevrolet была изготовлена партия из 160 разных автомобилей, включая серебристо-голубые Camaro.
В свободную продажу поступили более 6000 копий таких Camaro, каждая из которых имела менее форсированный двигатель и с неё были убраны такие специальные устройства автомобиля безопасности, как световое табло на крыше и телекамеры.
Все автомобили специальной версии Z28 были окрашены серебристым металликом с голубым оттенком в нижней части кузова. Они имели алюминиевые колёса с красной отделкой, специальные сиденья, панель приборов в особом оформлении, люксовые коврики в багажнике и соответствующие надписи на боковинах.

### 1LE

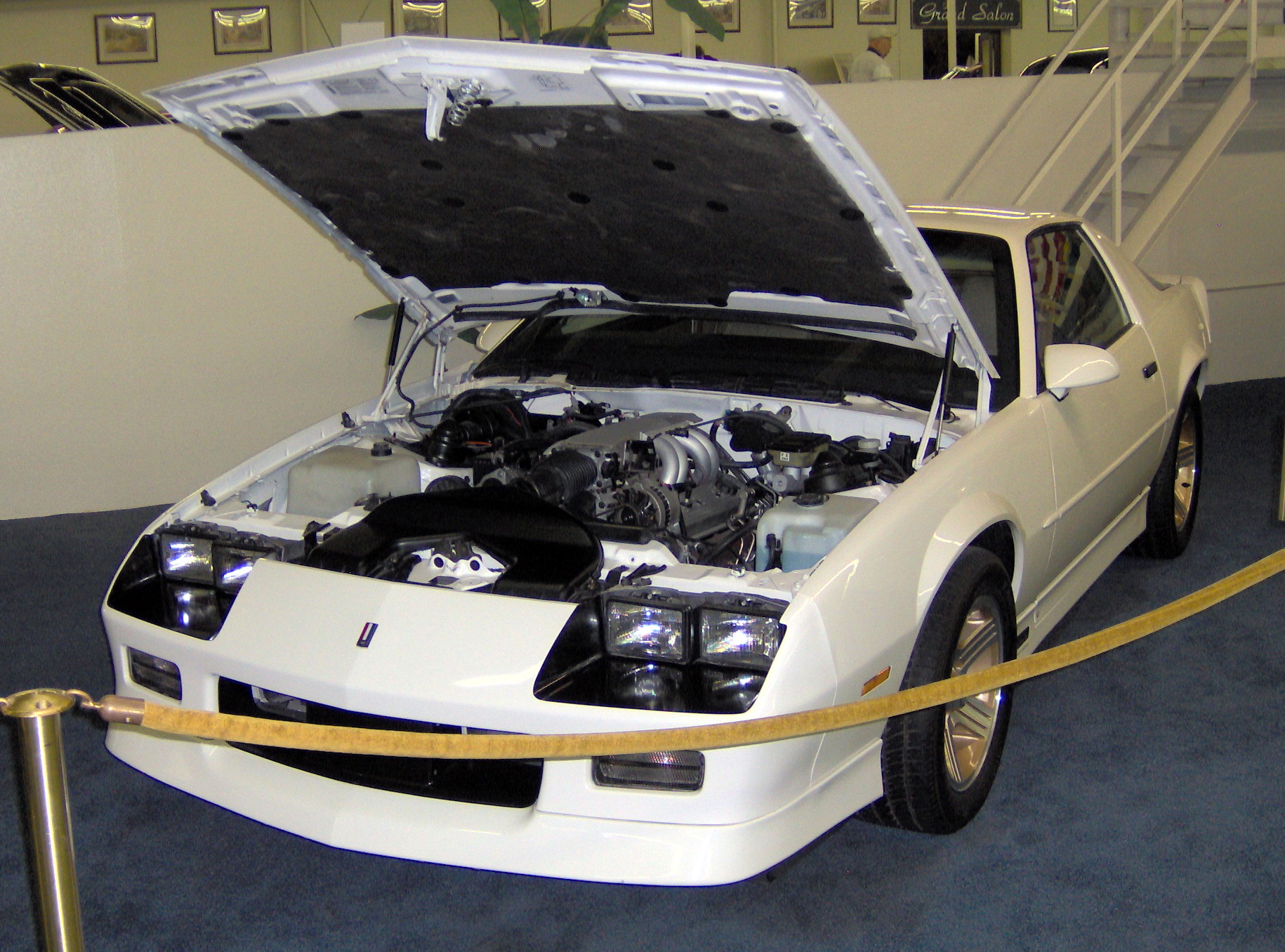
1989 Camaro IROC-Z 1LE

В 1989 модельном году для Спортивного клуба Америки (SCCA) была изготовлена партия в 111 специально подготовленных Camaro. Эти автомобили имели увеличенные передние тормозные диски и двухпоршневые тормоза от Corvette, специальные амортизаторы спереди и сзади, алюминиевый карданный вал, и новую конструкцию бензобака, исключающую проблемы с забором топлива при быстром разгоне.
Camaro в таком исполнении предлагался как стандартная заводская комплектация (Regular Production Options, RPO) под кодом 1LE, но заказать его было непросто. В открытом списке опций такой комплектации не было. Сначала необходимо было выбрать комплектацию G92 с масляным радиатором двигателя, дисковыми тормозами на всех колёсах, двойной выхлопной системой и специальными шинами. Затем надо было отказаться от кондиционера, в эту комплектацию входящего и тогда появлялась возможность заказа версии 1LE.

### B4C

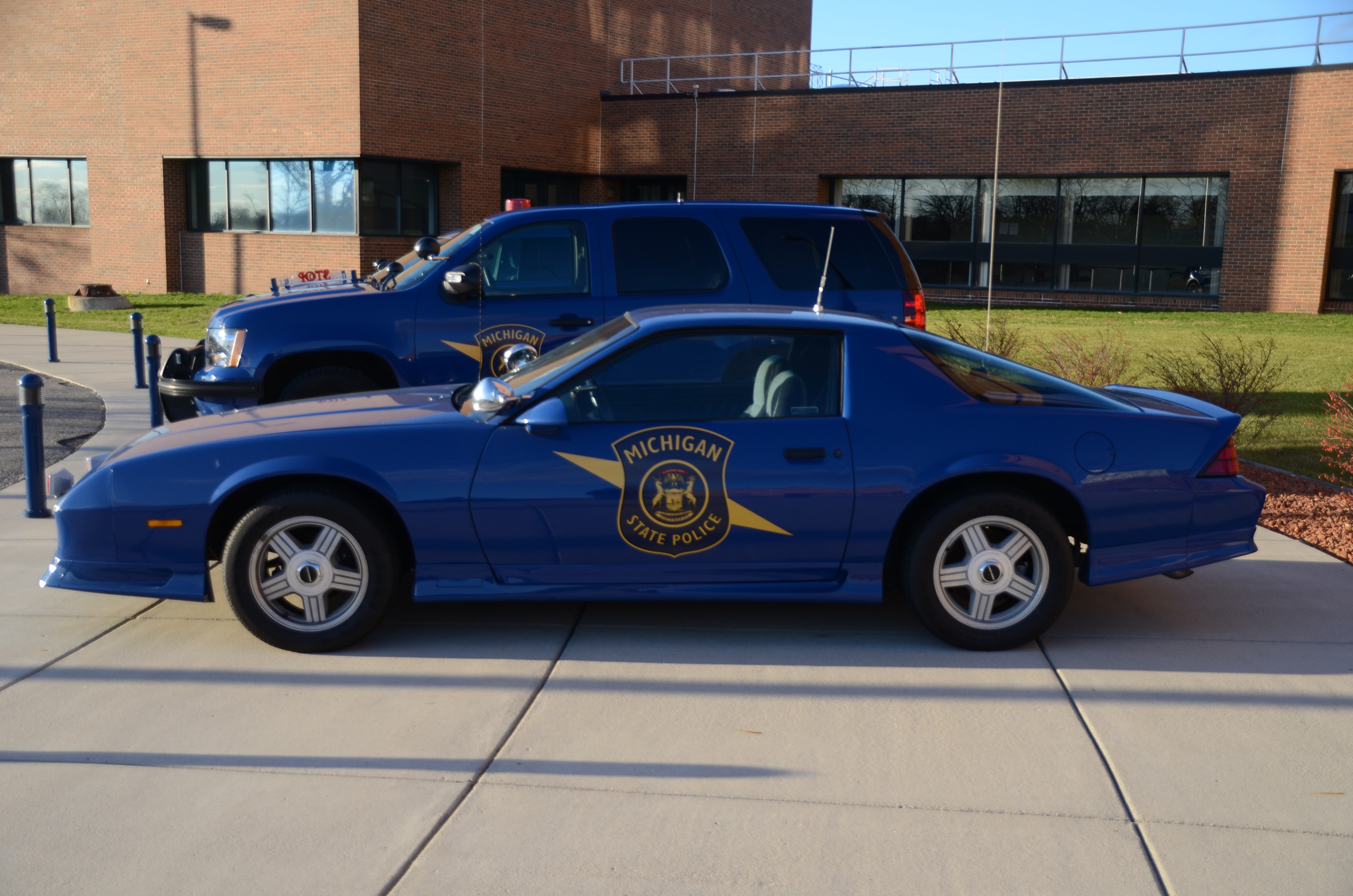
Camaro в исполнении B4C полиции штата Мичиган

Для высокоскоростного патрулирования на трассах в 1982—1983 годах Ford выпускал специальную версию модели Mustang для полиции. Имея такой скоростной автомобиль как Camaro, и постоянно конкурирую с автомобилями Ford, Chevrolet представил свою модель для полиции со специальным пакетом оснащения RPO B4C в 1991 модельном году.
Пакет устанавливался на упрощённую версию RS, но включал в себя все скоростные опции: пяти или 5,7-литровый моторы с двойной выхлопной системой, настроенную подвеску, все дисковые тормоза и специальные 16-дюймовые колёса и шины. В дополнение к этому, автомобиль имел масляный радиатор двигателя и более мощные генератор и аккумуляторную батарею. Набор других опций был максимально ограничен, так можно было заказать только одно радио, но были доступны кондиционер и кожаный салон.

## Производство
| Производство по модельным годам | Производство по модельным годам | Производство по модельным годам | Производство по модельным годам | Производство по модельным годам | Производство по модельным годам | Производство по модельным годам | Производство по модельным годам | Производство по модельным годам | Производство по модельным годам | Производство по модельным годам |
| Модельный год                   | Всего                           | Модели                          | Модели                          | Модели                          | Модели                          | Двигатели                       | Двигатели                       | Двигатели                       | Автоматическая трансмиссия      | Примечания                      |
| Модельный год                   | Всего                           | Sport Coupe, RS                 | Berlinetta, LT                  | Z28, IROC-Z                     | Convertible                     | V8                              | V6                              | L4                              | Автоматическая трансмиссия      | Примечания                      |
| ------------------------------- | ------------------------------- | ------------------------------- | ------------------------------- | ------------------------------- | ------------------------------- | ------------------------------- | ------------------------------- | ------------------------------- | ------------------------------- | ------------------------------- |
| 1982                            | 189 747*                        | 78 761                          | 39 744                          | 64 882                          | -                               | 98 168                          | 69 777                          | 21 802                          | 155 577                         | * +6360 Indy Pace Car           |
| 1983                            | 154 381                         | 63 806                          | 27 925                          | 62 650                          | -                               | 90 123                          | 54 332                          | 9926                            | 118 380                         |                                 |
| 1984                            | 261 591                         | 127 292                         | 33 400                          | 100 899                         | -                               | 152 433                         | 98 471                          | 10 687                          | 68 844                          |                                 |
| 1985                            | 180 018                         | 97 966                          | 13 649                          | 68 403 (21 177*)                | -                               | 98 385                          | 78 315                          | 3318                            | 152 600                         | *IROC-Z                         |
| 1986                            | 192 219                         | 99 608                          | 4479                            | 88 132 (49 585*)                | -                               | 114 741                         | 77 478                          | -                               | 160 639                         | *IROC-Z                         |
| 1987                            | 137 760                         | 83 890                          | 794                             | 52 863 (3452*)                  | 1007 (263+744**)                | 77 321                          | 60 439                          | -                               | 115 109                         | *IROC-Z, **Sport Coupe +Z28     |
| 1988                            | 96 275                          | 66 605                          | -                               | 24 050                          | 5620 (1859+3761*)               | 53 455                          | 42 820                          | -                               | 77 179                          | *Sport Coupe +IROC-Z            |
| 1989                            | 110 739                         | 83 487                          | -                               | 20 067                          | 7185 (3245+3940*)               | 68 010                          | 42 729                          | -                               | 87 857                          | *RS+IROC-Z                      |
| 1990                            | 34 986                          | 28 750                          | -                               | 4213                            | 2023 (729+1294*)                | 22 243                          | 12 743                          | -                               | 31 630                          | *RS+IROC-Z                      |
| 1991                            | 100 838                         | 79 854                          | -                               | 12 452                          | 8532 (5329+3203*)               | 31 722                          | 69 116                          | -                               | 85 321                          | *RS+Z28                         |
| 1992                            | 70 007                          | 60 994                          | -                               | 5197                            | 3816 (2562+1254*)               | 46 182                          | 23 825                          | -                               | 55 783                          | *RS+Z28                         |
| Всего                           | 1 528 561                       |                                 |                                 |                                 |                                 |                                 |                                 |                                 |                                 |                                 |

## Галерея
|  |  |

|  |  |

|  |  |

|  |  |

|  |  |

|  |  |

## Комментарии
1. 1 2 3 4  Модельный год[англ.], отличный от календарного, обычно, но не всегда, начинался осенью, в сентябре — октябре. Здесь везде, кроме оговоренных случаев, используются данные за календарный год.
2. ↑  Cubic inch displacement — рабочий объём двигателя в кубических дюймах.

### Документы GM
1. Chevrolet Camaro 1982. — USA: Chevrolet Custom Assistance Centre, 1981. — P. 106. Архивировано 23 сентября 2017 года.
2. Chevrolet Camaro 1983. — USA: Chevrolet Custom Assistance Centre, 1982. — P. 99. Архивировано 23 сентября 2017 года.
3. Chevrolet Camaro 1984. — USA: Chevrolet Custom Assistance Centre, 1983. — P. 104. Архивировано 23 сентября 2017 года.
4. Chevrolet Camaro 1985. — USA: Chevrolet Custom Assistance Centre, 1984. — P. 117. Архивировано 23 сентября 2017 года.
5. Chevrolet Camaro 1986. — USA: Chevrolet Custom Assistance Centre, 1985. — P. 113. Архивировано 23 сентября 2017 года.
6. Chevrolet Camaro 1987. — USA: Chevrolet Custom Assistance Centre, 1986. — P. 105. Архивировано 23 сентября 2017 года.
7. Chevrolet Camaro 1988. — USA: Chevrolet Custom Assistance Centre, 1987. — P. 111. Архивировано 23 сентября 2017 года.
8. Chevrolet Camaro 1989. — USA: Chevrolet Custom Assistance Centre, 1988. — P. 116. Архивировано 23 сентября 2017 года.
9. Chevrolet Camaro 1990. — USA: Chevrolet Custom Assistance Centre, 1989. — P. 119. Архивировано 23 сентября 2017 года.
10. Chevrolet Camaro 1991. — USA: Chevrolet Custom Assistance Centre, 1990. — P. 96. Архивировано 23 сентября 2017 года.
11. Chevrolet Camaro 1992. — USA: Chevrolet Custom Assistance Centre, 1991. — P. 110. Архивировано 23 сентября 2017 года.

### Каталоги
1. Camaro. — USA: General Motors Corporation, 1981. — Октябрь (№ 4081). — P. 18. Архивировано 20 декабря 2019 года.
2. 1983 Chevrolet Camaro. — USA: General Motors Corporation, 1982. — Август (№ 4201). — P. 16. Архивировано 7 октября 2018 года.
3. Camaro Chevrolet 84. — USA: General Motors Corporation, 1983. — Июль (№ 4341). — P. 16. Архивировано 7 октября 2018 года.
4. 1985 Chevrolet Camaro. — USA: General Motors Corporation, 1984. — Сентябрь (№ 4473). — P. 20. Архивировано 7 октября 2018 года.
5. Chevrolet 91 Camaro. — USA: General Motors Corporation, 1990. — Febriary (№ 5024). — P. 23. Архивировано 2 февраля 2020 года.
6. 1991 Camaro Special Service Package. — USA. — P. 8.

### Руководство по ремонту
1. GM Camaro 1982-1992 Repair Guide. — P. 875. Архивировано 11 декабря 2017 года.

### Книги
1. Anthony Young Camaro в «Книгах Google»
2. Darwin Holmstrom Camaro: Five Generations of Performance в «Книгах Google»
3. Steve Statham Camaro в «Книгах Google»